# Jakarta
Jakarta [dʒaˈkarta] (bis zur indonesischen Rechtschreibreform von 1972 Djakarta geschrieben; bis 1942 Batavia) ist eine Stadt in Indonesien auf der Insel Java. Mit 10,56 Millionen Einwohnern (2020) in der eigentlichen Stadt ist sie die größte Stadt Südostasiens und mit etwa 34 Millionen Einwohnern (2019) in der Metropolregion Jabodetabek der zweitgrößte Ballungsraum weltweit. Die Stadt hat den Status einer Provinz und wird von einem Gouverneur regiert. Offiziell wird die Stadt unter Daerah Khusus Jakarta (Sonderregion Jakarta, seit Dezember 2024), zuvor Daerah Khusus Ibukota Jakarta (Besondere Hauptstadtregion Jakarta) aufgeführt.
Jakarta ist das wirtschaftliche und kulturelle Zentrum des Landes sowie Verkehrsknotenpunkt mit Universitäten, Hochschulen, Theatern und Museen. Die Bevölkerung der Stadt ist von vielfältiger Herkunft, so leben in ihr Menschen malaiischer, arabischer, indischer, niederländischer und chinesischer Abstammung.

## Geographie

### Lage

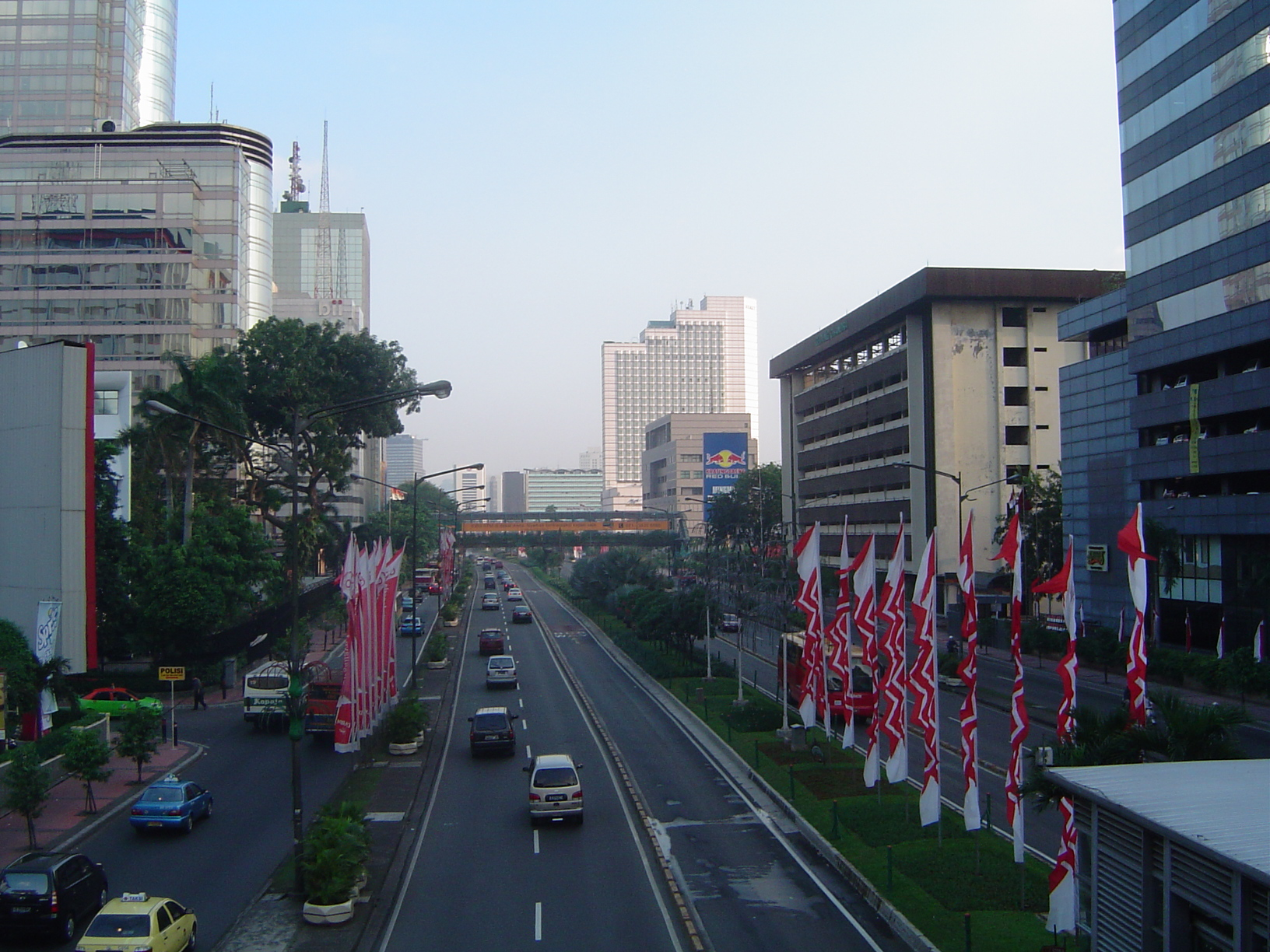
Zentrum von Jakarta

Die Stadt liegt in der Bucht von Jakarta (indonesisch Teluk Jakarta) an der Nordwestküste der Insel Java an der Mündung des Ciliwung, durchschnittlich acht Meter über dem Meeresspiegel. Das Stadtgebiet ist flach und hat eine Fläche von 661,52 km². Die Umgebung wird landwirtschaftlich genutzt, an günstigen Stellen ist tropischer Regenwald zu finden.
In der Bucht von Jakarta befindet sich die zum Stadtgebiet gehörende Inselgruppe Kepulauan Seribu (deutsch „Tausend Inseln“). Die 105 Inseln, 45 km nördlich der Stadt gelegen, haben eine Fläche von 11,8 km². Der dortige Meeresnationalpark dient zur Erholung der Bevölkerung.
Die Metropolregion Jabodetabek hat eine Fläche von 7315 km² und umfasst neben der Hauptstadt Jakarta die Städte Bekasi, Bogor, Depok und Tangerang sowie die Regierungsbezirke Bekasi, Bogor und Tangerang.

### Geologie
Der geologische Aufbau der Insel Java, auf der Jakarta liegt, ist hauptsächlich durch vulkanisches Material bestimmt. Nur ein geringer Teil der Fläche besteht aus älteren Gesteinen, mehr als zwei Drittel sind von vulkanischen Ablagerungen bedeckt: Aschen, Tuffen und Lava jüngerer und älterer Ausbrüche. Der übrige Teil besteht aus tertiären Sedimenten.
Die Insel liegt an der Stelle des Sundabogens, wo die Zertrümmerung der Erdkruste am intensivsten, der alte Untergrund am meisten zerstört war und heute zum großen Teil unter den Meeresspiegel der Javasee versenkt ist. Auch gegenwärtig sind noch zahlreiche Vulkane aktiv. Ihre Aschen werden weit über das Land verweht und bilden eine stetig wirksame mineralische Düngung. Entweder ist direkter Aschenfall zu verzeichnen, oder die vulkanischen Lockermassen werden durch die Flüsse verfrachtet und abgelagert.
Zur Zeit der niederländischen Kolonie lag Jakarta weit über dem Meeresspiegel, ist seitdem jedoch deutlich abgesunken. Vierzig Prozent des Stadtgebiets liegen mittlerweile unter dem Meeresspiegel. Heute muss Meerwasser aus der Stadt gepumpt werden. Der „Nationale Hauptstadt- und Integrierte Küsten-Entwicklungs-Masterplan“ wurde entwickelt, um Jakarta vor dem drohenden Versinken zu bewahren. Im Januar 2022 beschlossen Regierung und Parlament, eine neue Hauptstadt auf der Insel Borneo zu errichten, die den Namen Nusantara tragen soll.

### Stadtgliederung

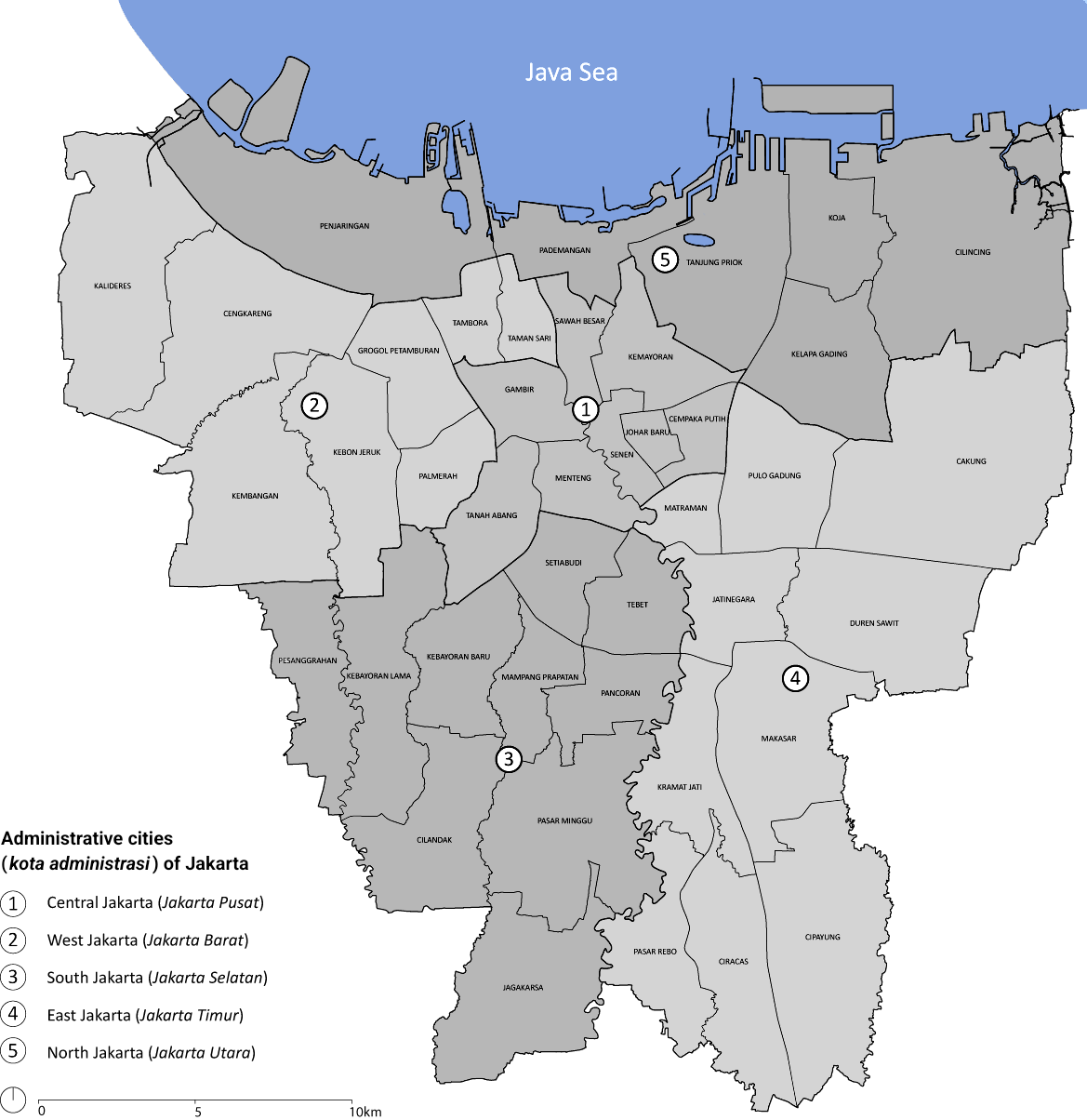
Stadtbezirke

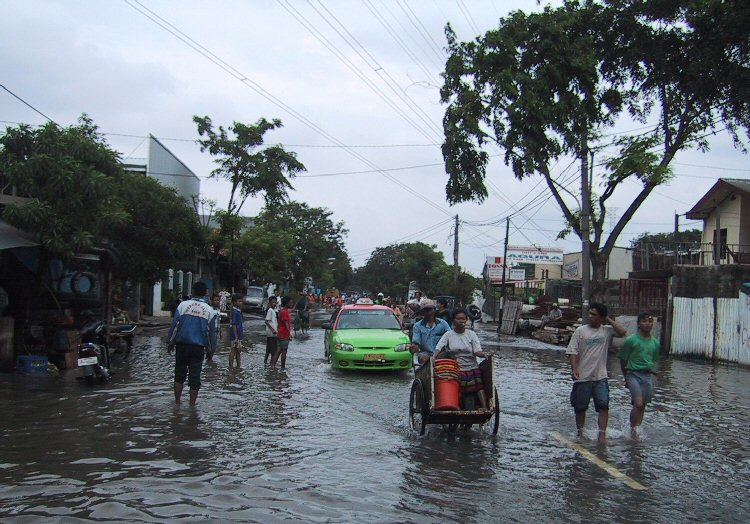
Hochwasser in Nordjakarta im Februar 2002

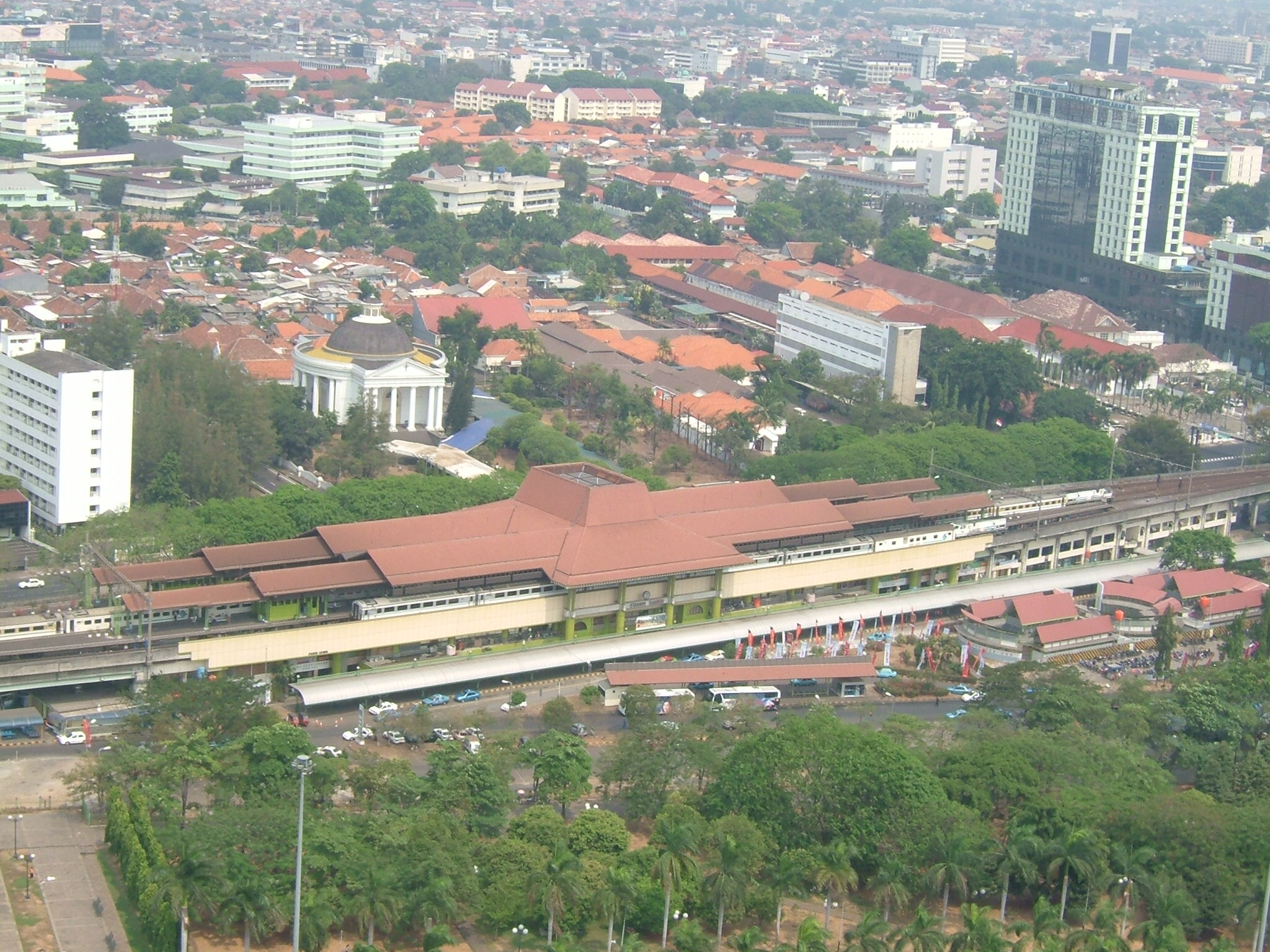
Gambir Station in Zentraljakarta

Offiziell hat Jakarta nicht den Status einer Stadt, sondern einer Provinz mit dem besonderen Status der Hauptstadt von Indonesien. Daher regiert anstelle eines Bürgermeisters auch ein Gouverneur.
Die Provinz Jakarta unterteilt sich in die fünf Verwaltungseinheiten (Kota Administrasi): Nordjakarta (Jakarta Utara), Ostjakarta (Jakarta Timur), Südjakarta (Jakarta Selatan), Westjakarta (Jakarta Barat) und Zentraljakarta (Jakarta Pusat) mit je einem Bürgermeister an der Spitze sowie ein Regierungsbezirk (Kabupaten) für die in der Bucht von Jakarta liegende Inselgruppe Kepulauan Seribu mit einem Regenten (Bupati) als Führer.
Die Städte gliedern sich in Distrikte (Kecamatan), Gemeinden (Kelurahan), Wohnviertel (Rukun Warga) und Nachbarschaften (Rukun Tetangga).

#### Nordjakarta
Nordjakarta liegt direkt an der Javasee und unterteilt sich in 6979,4 km² Seegebiet und 154,11 km² Landfläche auf einer Länge von 35 km. Im Hafen Tanjung Priok und anderen Industrieansiedlungen arbeiten zahlreiche Menschen. Nordjakarta grenzt im Norden an die Javasee, im Osten an Bekasi, im Süden an Ost-, West- und Zentraljakarta sowie im Westen an Tangerang. Die sechs Unterbezirke von Nordjakarta sind Cilincing, Kelapa Gading, Koja, Pademangan, Penjaringan und Tanjung Priok.

#### Ostjakarta
Mit 187,73 km² hat Ostjakarta die größte Landfläche der fünf Stadtteile. Sie unterteilt sich in 95 % Land, der Rest ist mit einer Höhe von 50 Metern über dem Meeresspiegel mit Sumpf oder Reisfeldern bedeckt. Seit der Errichtung von fünf Gewerbegebieten hat Ostjakarta an wirtschaftlicher Bedeutung gewonnen.
Ostjakarta grenzt im Norden an Nordjakarta, im Osten an Bekasi, im Süden an Depok und im Westen an Südjakarta sowie Zentraljakarta. Die zehn Unterbezirke von Ostjakarta sind Cakung, Cipayung, Ciracas, Duren Sawit, Jatinegara, Kramat Jati, Makasar, Pasar Rebo, Matraman und Pulo Gadung.

#### Südjakarta
Südjakarta hat eine Fläche von 145,73 km². Südjakarta grenzt im Norden an Zentraljakarta, im Osten an Ostjakarta, im Süden an Depok, im Nordwesten an Westjakarta und im Westen an Tangerang. Der Stadtteil untergliedert sich in zehn Unterbezirke – Cilandak, Jagakarsa, Kebayoran Baru, Kebayoran Lama, Mampang Prapatan, Pancoran, Pasar Minggu, Pesanggrahan, Setiabudi und Tebet – mit insgesamt 65 Gemeinden.

#### Westjakarta
Die Landfläche von Westjakarta beträgt 127,11 km². Der Stadtteil grenzt im Norden an Nordjakarta, im Osten an Zentraljakarta, im Süden an Südjakarta und im Westen an Tangerang. Westjakarta untergliedert sich in acht Unterbezirke: Cengkareng, Grogol Petamburan, Kalideres, Kebon Jeruk, Kembangan, Palmerah, Taman Sari und Tambora – mit insgesamt 56 Gemeinden.

#### Zentraljakarta
Zentraljakarta ist der kleinste der fünf Stadtteile. Er hat eine Landfläche von 48,17 km², ist von ebener Topografie und grenzt an alle vier anderen Stadtteile an. Er untergliedert sich in acht Unterbezirke – Cempaka Putih, Gambir, Johar Baru, Kemayoran, Menteng, Sawah Besar, Senen und Tanah Abang – mit insgesamt 44 Gemeinden, welche wiederum in 388 Wohnviertel mit 4784 Nachbarschaften aufgeteilt sind.

### Klima
Die Stadt befindet sich in der tropischen Klimazone. Die Jahresdurchschnittstemperatur beträgt 26,2 °C, die jährliche Niederschlagsmenge 1.799 Millimeter im Mittel. Die durchschnittlichen Tageshöchsttemperaturen betragen in Jakarta zwischen 28,9 und 31,1 °C. Auch die Tagesdurchschnittstemperaturen liegen ganzjährig zwischen 25,6 und 26,7 °C, wobei die höchste Temperatur im Oktober bei 26,7 °C und die niedrigste im Februar bei 25,6 °C im langjährigen Mittel liegt.
Hauptregenzeit ist zwischen Dezember und März. Der meiste Niederschlag fällt im Januar und Februar mit durchschnittlich 300 Millimeter, der wenigste im September mit 29 Millimetern im Mittel. Aufgrund des hohen Niederschlags und der Luftverschmutzung ist es in Jakarta überwiegend dunstig.
Schwere Regenfälle führen während des Monsuns immer wieder zu Überschwemmungen in Jakarta. Anfang Februar 2007 standen dreiviertel der Millionenstadt unter Wasser, Hunderttausende Menschen wurden obdachlos, es wurden 80 Todesopfer gezählt. Damit übertraf das Hochwasser die Flutkatastrophe von 2002, bei der 21 Menschen starben und mehr als 300.000 obdachlos wurden. Auch 2013 und 2020 ereigneten sich katastrophale Überschwemmungen.
|                        | Jan   | Feb   | Mär   | Apr   | Mai   | Jun  | Jul  | Aug  | Sep  | Okt  | Nov   | Dez  |   |         |
| Mittl. Temperatur (°C) | 26,1  | 26,1  | 26,7  | 27,2  | 27,2  | 27,0 | 26,7 | 26,7 | 27,2 | 27,0 | 26,7  | 26,4 | ⌀ | 26,8    |
| Mittl. Tagesmax. (°C)  | 29,9  | 30,3  | 31,5  | 32,5  | 32,5  | 31,4 | 32,3 | 32,0 | 33,0 | 32,7 | 31,3  | 32,0 | ⌀ | 31,8    |
| Mittl. Tagesmin. (°C)  | 24,2  | 24,3  | 25,2  | 25,1  | 25,4  | 24,8 | 25,1 | 24,9 | 25,5 | 25,5 | 24,9  | 24,9 | ⌀ | 25      |
|                        |       |       |       |       |       |      |      |      |      |      |       |      |   |         |
| Niederschlag (mm)      | 384,7 | 309,8 | 100,3 | 257,8 | 133,4 | 83,1 | 30,8 | 34,2 | 29,0 | 33,1 | 175,0 | 84,0 | Σ | 1.655,2 |
|                        |       |       |       |       |       |      |      |      |      |      |       |      |   |         |
| Sonnenstunden (h/d)    | 6,1   | 6,5   | 7,7   | 8,5   | 8,7   | 8,5  | 9,1  | 9,5  | 9,6  | 9,0  | 7,7   | 7,1  | ⌀ | 8,2     |
|                        |       |       |       |       |       |      |      |      |      |      |       |      |   |         |
| Regentage (d)          | 19    | 18    | 16    | 12    | 9     | 8    | 6    | 4    | 6    | 9    | 13    | 16   | Σ | 136     |
|                        |       |       |       |       |       |      |      |      |      |      |       |      |   |         |
| Wassertemperatur (°C)  | 28    | 27    | 28    | 29    | 28    | 28   | 28   | 28   | 27   | 28   | 28    | 27   | ⌀ | 27,8    |
|                        |       |       |       |       |       |      |      |      |      |      |       |      |   |         |
| Luftfeuchtigkeit (%)   | 86    | 87    | 85    | 84    | 84    | 83   | 80   | 78   | 77   | 79   | 82    | 84   | ⌀ | 82,4    |

| 24,2 |

| 24,3 |

| 25,2 |

| 25,1 |

| 25,4 |

| 24,8 |

| 25,1 |

| 24,9 |

| 25,5 |

| 25,5 |

| 24,9 |

| 24,9 |

| 24,2 |

| 24,3 |

| 25,2 |

| 25,1 |

| 25,4 |

| 24,8 |

| 25,1 |

| 24,9 |

| 25,5 |

| 25,5 |

| 24,9 |

| 24,9 |

## Geschichte

### Erste Besiedlung und Königreich Pajajaran
Das Gebiet des heutigen Jakarta war seit Ende des 12. Jahrhunderts Teil des hinduistischen Königreichs Pajajaran, das sich dauerhaft gegenüber dem weite Teile der Malaiischen Halbinsel, Sumatras und Borneos beherrschenden, ebenfalls hinduistischen Königreich Majapahit seine Unabhängigkeit bewahren konnte und sich zu einem hervorragend organisierten und durch den Pfefferhandel blühenden Staatswesen entwickelt hatte. Die Hauptstadt Pakuwan lag in der Nähe des heutigen Bogor, 60 Kilometer südlich von Jakarta.
Ende des 15. Jahrhunderts entstand an der Mündung des Ciliwung der Haupthafen des Pajajaran-Reichs, genannt Sunda Kelapa. Die Portugiesen landeten dort 1522 und errichteten mit dem Einverständnis des Herrschers ein Fort zum Schutz des Hafens für den Gewürzhandel. Der muslimische Prinz Fatahillah aus dem Königreich Demak ließ die Stadt am 22. Juni 1527 durch seine Truppen zerstören und errichtete an gleicher Stelle eine neue Stadt, die in Anspielung an den doppelten Sieg über die Streitkräfte der Portugiesen und des Königreiches Pajajaran den Namen Jayakarta (deutsch: Großer Sieg) erhielt.

### Niederländische Kolonialzeit

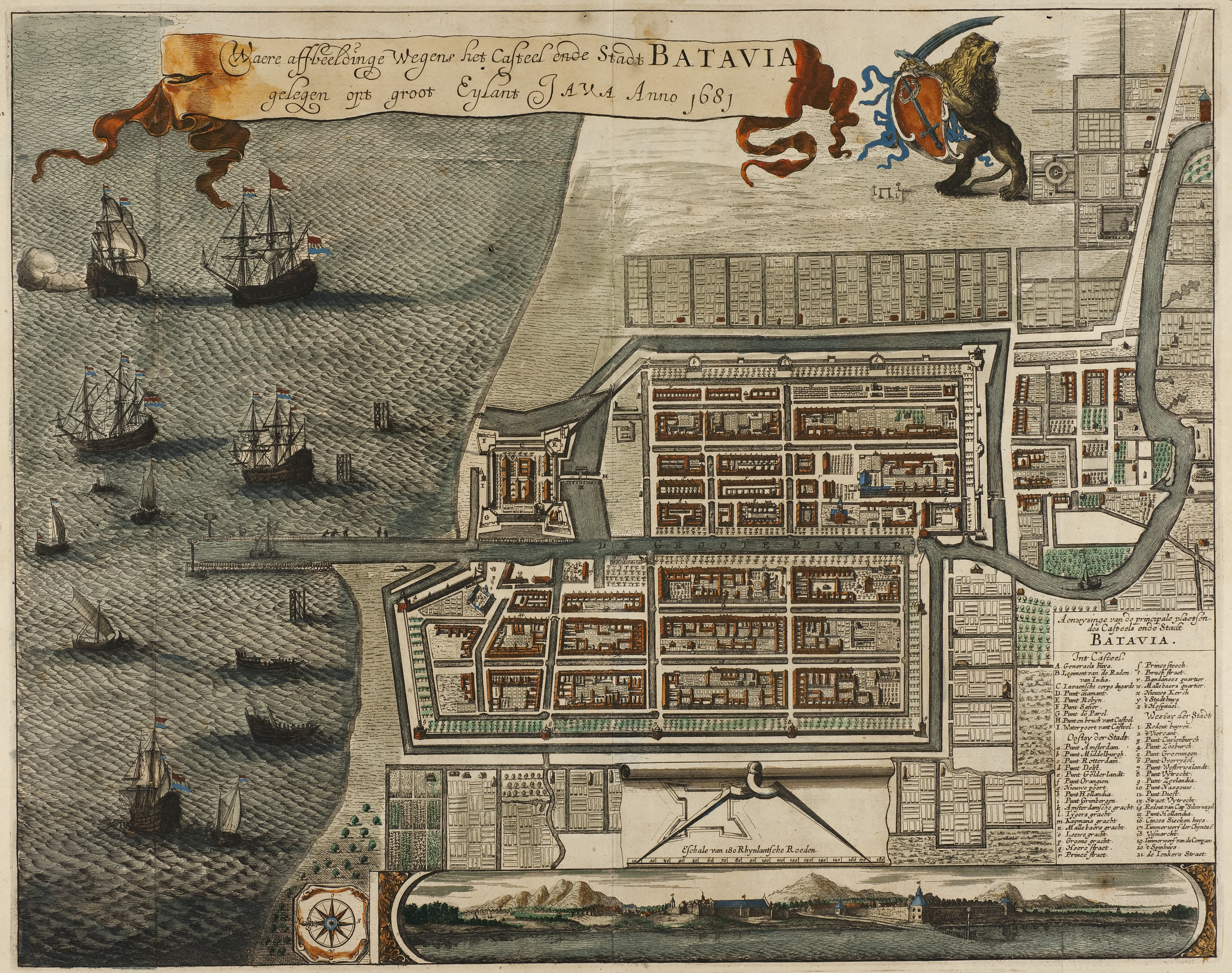
Karte von Batavia 1681

Gegen Ende des 16. Jahrhunderts legten immer mehr niederländische Handelsschiffe dort an. 1613 errichtete die Niederländische Ostindien-Kompanie (VOC) vor der Stadt den ersten Handelsplatz, der in den folgenden Jahren zu einem Fort ausgebaut wurde. Am 30. Mai 1619 wurde Jayakarta von Truppen unter Leitung von Generalgouverneur Jan Pieterszoon Coen (1587–1629) erobert und niedergebrannt. Auf ihren Ruinen gründete Coen die Stadt Batavia, die Sitz der VOC in Asien und Hauptstadt der Kolonie Niederländisch-Indien wurde.
Der Ausbruch des Vulkans Salak am 5. Januar 1699, verbunden mit einem vertikalen und horizontalen Erdbeben, zerstörte viele Gebäude der Stadt. Das Naturereignis löste große Erdbewegungen in der javanischen Küstenregion aus, durch die sich der Lauf des Ciliwung-Flusses änderte, an dem Batavia lag. Die Kanäle der Stadt füllten sich mit Schlamm, wodurch sich die hygienische Situation der Bevölkerung verschlechterte.
Mit der Zeit lockte Batavia immer mehr unternehmungslustige Auslandschinesen an, die sich als Bankiers, Kaufleute, Konstrukteure und Schiffbauer hier niederließen und von denen viele zu Wohlstand kamen. Dies fand mit dem Massaker von Batavia im Jahre 1740 ein abruptes Ende, als zehntausend Chinesen von den Javanern unter Mitwirkung der niederländischen Kolonialarmee umgebracht wurden.
Von Batavia aus kontrollierten die Niederlande Anfang des 18. Jahrhunderts bereits ganz Java, Teile Sumatras und die Gewürzinseln (Molukken). Allerdings breiteten sich in der rasch wachsenden tropischen Hafenstadt auch Krankheiten und Seuchen aus. Am 3. Juni 1768 erreichte der britische Seefahrer Philipp Carteret Batavia. Ein Mitreisender auf der Weltumsegelung des britischen Seefahrers James Cook (1728–1779) beschreibt das niederländische Batavia 1770:

„Es gibt in dieser Stadt wenig Straßen, durch welche man nicht einen ziemlich breiten Kanal geführt hätte; und außer diesen wird sie noch von fünf oder sechs Flüssen durchschnitten. Die Straßen sind durchgängig breit, und die Häuser groß; aus beiden Ursachen hat dieser Ort, nach Verhältnis der Zahl von Gebäuden, einen größeren Umfang, als irgend eine andere Stadt in Europa. … Die Kanäle, welche größtenteils ein stillstehendes, sehr verunreinigtes und faules Wasser enthalten, dünsten in der heißen Jahreszeit einen unausstehlichen Gestank aus, und die vielen Bäume hindern den freien Zufluss der Luft, wodurch jene schädlichen Ausdünstungen noch einigermaßen zerstreut werden könnten.
In der nassen Jahreszeit … schwillt das Wasser in diesen unreinen Kanälen dermaßen an, dass es aus seinen Ufern tritt und in den niedrigen Gegenden der Stadt die unteren Stockwerke überschwemmt. Ist es wieder abgelaufen, so findet man da, wo es stand, eine unglaubliche Menge von Schlamm und Kot. … Von hundert Soldaten, die von Europa hierher geschleppt werden, sollen, wie man uns versicherte, am Ende des ersten Jahres kaum noch fünfzig am Leben sein … In ganz Batavia ist uns nicht ein einziger Mensch vorgekommen, der recht frisch und gesund ausgesehen hätte.“

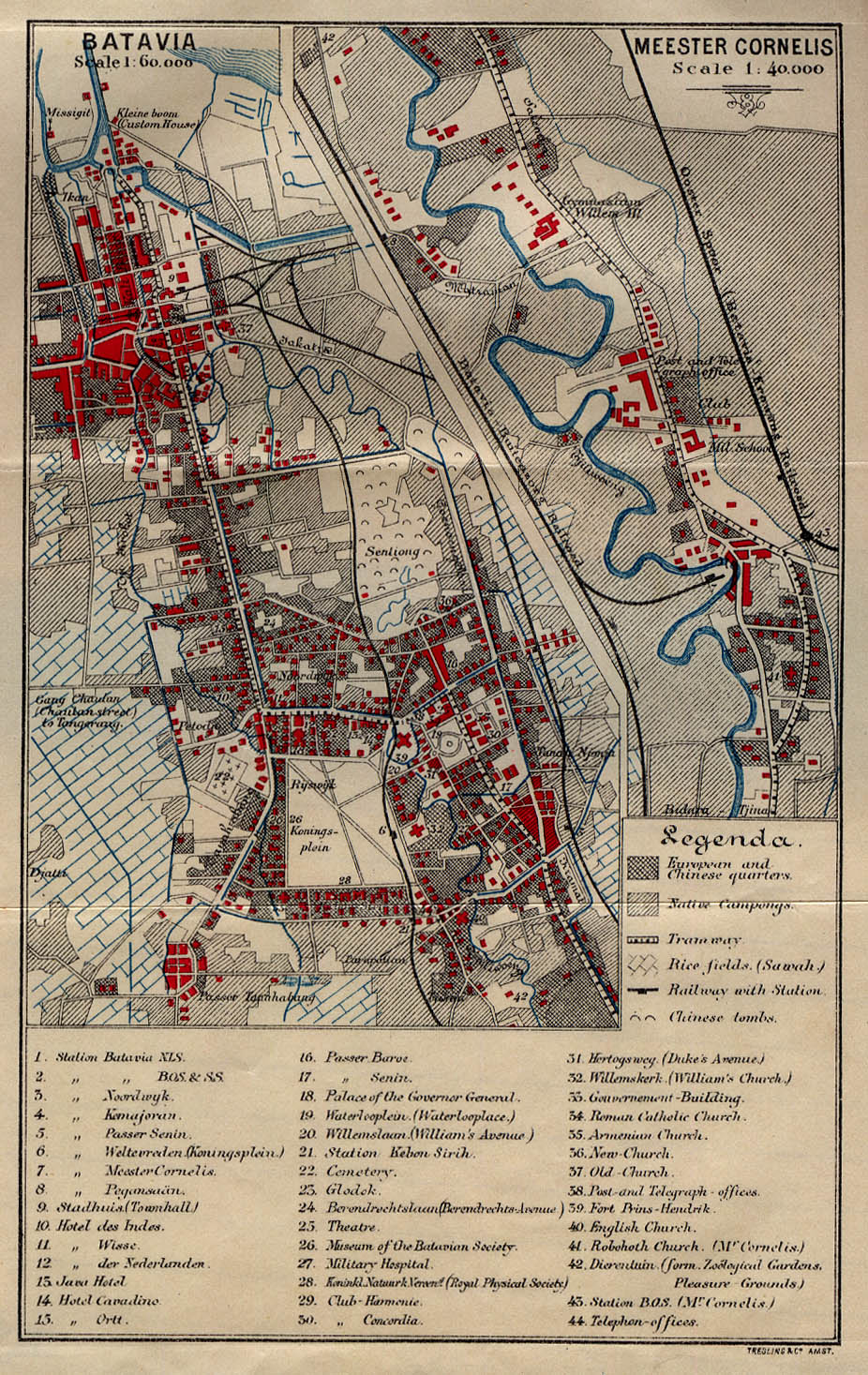
Karte von Batavia 1897

Die Bewohner, die es sich leisten konnten, siedelten sich außerhalb der Stadtmauern weiter im Süden an, wo das neue Batavia entstand. 1778 wurde die Königlich Batavische Gesellschaft der Künste und Wissenschaften in Jakarta gegründet. Nach der Insolvenz der Ostindien-Kompanie Ende Dezember 1799 übernahm der niederländische Staat die gesamte Kolonie.
Einem britischen Angriff am 28. August 1811 auf die befestigte Stellung Meester Cornelis, heute im Subdistrikt Jatinegara, konnten die Niederländer nicht standhalten. Während der kurzen britischen Herrschaft bis 1816 führte der Forscher Sir Thomas Stamford Raffles (1781–1826) eine Reihe progressiver Reformen durch, gründete den Botanischen Garten in Bogor und erforschte die Geschichte des Landes.
Im Laufe des 19. Jahrhunderts festigten die Niederlande von Batavia aus ihre ökonomische und politische Macht über den Archipel. Aus klimatischen Gründen wohnten die europäischen Einwohner vermehrt in der aufstrebenden Vorstadt Weltevreden, die nach europäischem Muster geplant war und 1821 auch ein Stadttheater erhielt, das heutige Gedung Kesenian Jakarta. Mit der Eröffnung des Suezkanals am 16. November 1869 verkürzten sich die Transportwege; das Handelsvolumen stieg, und immer mehr Europäer kamen nach Batavia. 1876 wurde ein neuer Hafen in Tanjung Priok gebaut. 1880 hatte Batavia 100.000 Einwohner, bis 1915 verdoppelte sich diese Zahl.
Im Jahre 1926 rief die Kommunistische Partei Indonesiens (PKI) zum revolutionären Befreiungskrieg auf. Die Erhebung scheiterte an der überlegenen niederländischen Kolonialmacht. Ein Jahr später nahm die nach der Zerschlagung der PKI von Sukarno (1901–1970) gegründete Partai Nasional Indonesia den Kampf gegen die Niederländer auf.

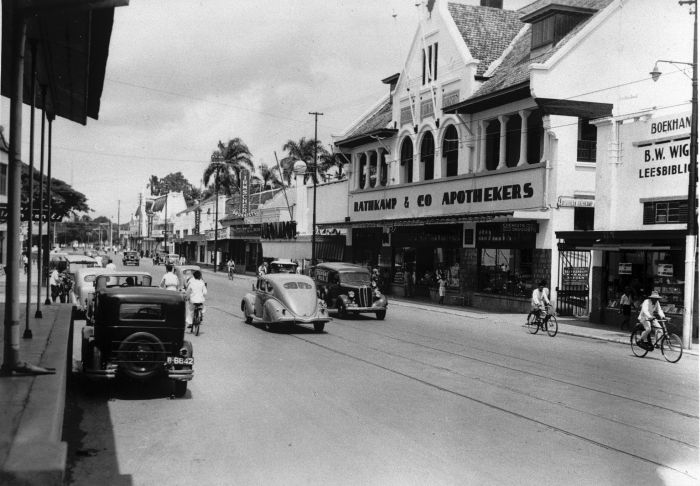
Batavia in den 1930er Jahren

Während des Zweiten Weltkriegs begannen die Streitkräfte des Japanischen Kaiserreichs im Dezember 1941 ihren Angriff auf Indonesien. Am 5. März 1942 besetzten sie Batavia und zwangen am 8. März die Niederländer zur Kapitulation. Am 8. August 1942 wurde Batavia in Jakarta umbenannt. Die über dreihundertjährige Zeit ihrer Kolonialherrschaft war vorüber. Die meisten Einwohner Jakartas begrüßten die Japaner als Befreier vom Joch der Europäer. Die Begeisterung verflog allerdings rasch, als die asiatische Großmacht ein Schreckens- und Willkürregime aufbaute. Die Herrschaft der Japaner endete mit ihrer Kapitulation am 15. August 1945.

### Unabhängigkeit

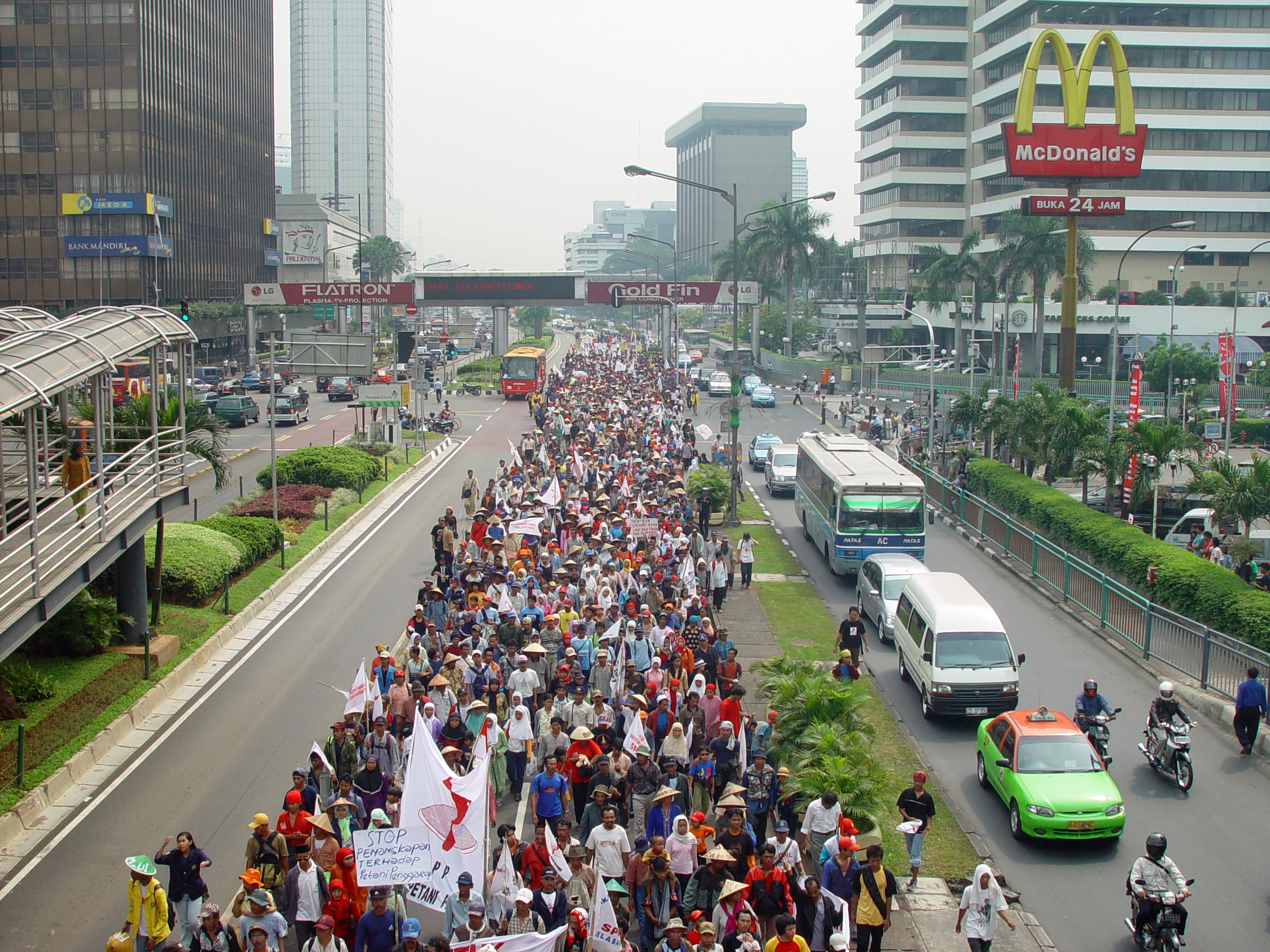
Demonstration von Bauern 2004

Der spätere Präsident Sukarno verkündete in Jakarta 1945 die nationale Philosophie „Pancasila“ und erklärte zusammen mit Mohammad Hatta (1902–1980) am 17. August 1945 die Unabhängigkeit Indonesiens. Die Stadt wurde 1950 Hauptstadt, im ersten Jahr der unabhängigen Republik Indonesien.
Ende der 1940er Jahre überschritt die Stadt die Einwohnerzahl von einer Million, 15 Jahre später waren es schon 4,5 Millionen. Slums breiteten sich aus, gleichzeitig ließ Präsident Sukarno trotz ökonomischer Probleme kolossale Denkmäler, prachtvolle Boulevards und Prestigebauten errichten. Der 1967 an die Macht gekommene Suharto setzte diese Politik überwiegend fort.
Vom 12. bis 14. Mai 1998 kam es in Jakarta und im ganzen Land zu den schwersten Unruhen seit dem angeblichen kommunistischen Putschversuch im Jahre 1965, sie stürzten das Land zum Teil in Chaos und Anarchie. Angehörige der Spezialeinheit Kopassus entführten und töteten mehrere Anhänger der Demokratiebewegung in der Stadt und lösten somit die Unruhen aus. Zehntausende Menschen zogen plündernd durch die Straßen, zündeten Häuser und Autos an, zahlreiche chinesische Frauen wurden vergewaltigt. Das „Volunteers Team for Humanity“ dokumentierte 152 Vergewaltigungen und sexuelle Übergriffe, 20 der Opfer starben. Nach Angaben der offiziellen Staatskommission für Menschenrechte Komnas HAM forderten die Unruhen in Jakarta 1.188 Menschenleben und 101 Verletzte. Nur ein kleiner Teil der Opfer gehörte zur chinesischen Minderheit. Die meisten Toten waren Plünderer, die in den brennenden Gebäuden eingeschlossen wurden. Am 21. Mai 1998 trat Suharto als Präsident des Landes zurück.
In den folgenden Jahren kam es in der indonesischen Hauptstadt zu mehreren Bombenanschlägen. Eine Bombenexplosion vor der Residenz des philippinischen Botschafters am 1. August 2000 forderte zwei Tote und 23 Verletzte, darunter auch der Diplomat. Am 13. September 2000 detonierte in einer Tiefgarage der Börse in Jakarta eine Autobombe und löste einen Brand aus. 15 Menschen wurden getötet und 27 verletzt. Die Polizei nimmt an, dass die Täter aus dem Umfeld von Suharto kommen und der Anschlag das Ziel hatte, das Korruptionsverfahren gegen den früheren Präsidenten zu stören. Da sich in dem Gebäude ein Büro der Weltbank befand, wird aber auch internationaler Terrorismus nicht ausgeschlossen.
Bei einem Sprengstoffanschlag auf das JW Marriott Hotel am 5. August 2003 starben zwölf Menschen. Es gab ungefähr 150 Verletzte. Die Polizei vermutet einen Selbstmordattentäter der Islamistengruppe Jemaah Islamiyah hinter dem Anschlag. Mehrere Verdächtige wurden nur Tage später festgenommen. Die australische Botschaft war ein Jahr später, am 9. September 2004, Schauplatz eines Terroranschlages, bei dem insgesamt elf Menschen ihr Leben verloren, den Selbstmordattentäter mitgerechnet, und 168 Menschen verletzt wurden. Auch hier war nach verschiedenen Angaben die Gruppe Jemaah Islamiyah verantwortlich.

### Verlegung der Hauptstadt
Im Sommer 2019 kündigte die indonesische Regierung an, die Hauptstadt 2024 in die Provinz Ostkalimantan auf der Insel Borneo zu verlegen. In einem Beschluss des indonesischen Parlaments vom Januar 2022 wurde der Umzug der Stadt beschlossen. Die neue Hauptstadt trägt den Namen „Nusantara“ und entsteht auf bisher bewaldeten staatseigenen Flächen der Regierungsbezirke Penajam Paser Utara und Kutai Kartanegara nahe den Städten Balikpapan und Samarinda. Ein Grund für die Verlegung ist das Absinken des Bodens in Jakarta von stellenweise bis zu 25 cm pro Jahr.
Unter Präsident Joko Widodo begann der Bau der neuen Hauptstadt. Die Kosten wurden auf 34 Milliarden US-Dollar geschätzt. Ein Kritiker schrieb 2022, die Regierung fliehe vor Fehlern der Vergangenheit – wuchernde Verstädterung, Landflucht, Verkehrskollaps, Bürokratie, Korruption. Nusantara wurde am 17. August 2024, dem indonesischen Unabhängigkeitstag, eingeweiht und sollte an diesem Tag zur neuen Hauptstadt Indonesiens erklärt werden. Die offizielle Verlegung wurde jedoch kurzfristig verschoben, sodass Jakarta vorerst Hauptstadt bleibt.

### Einwohnerentwicklung

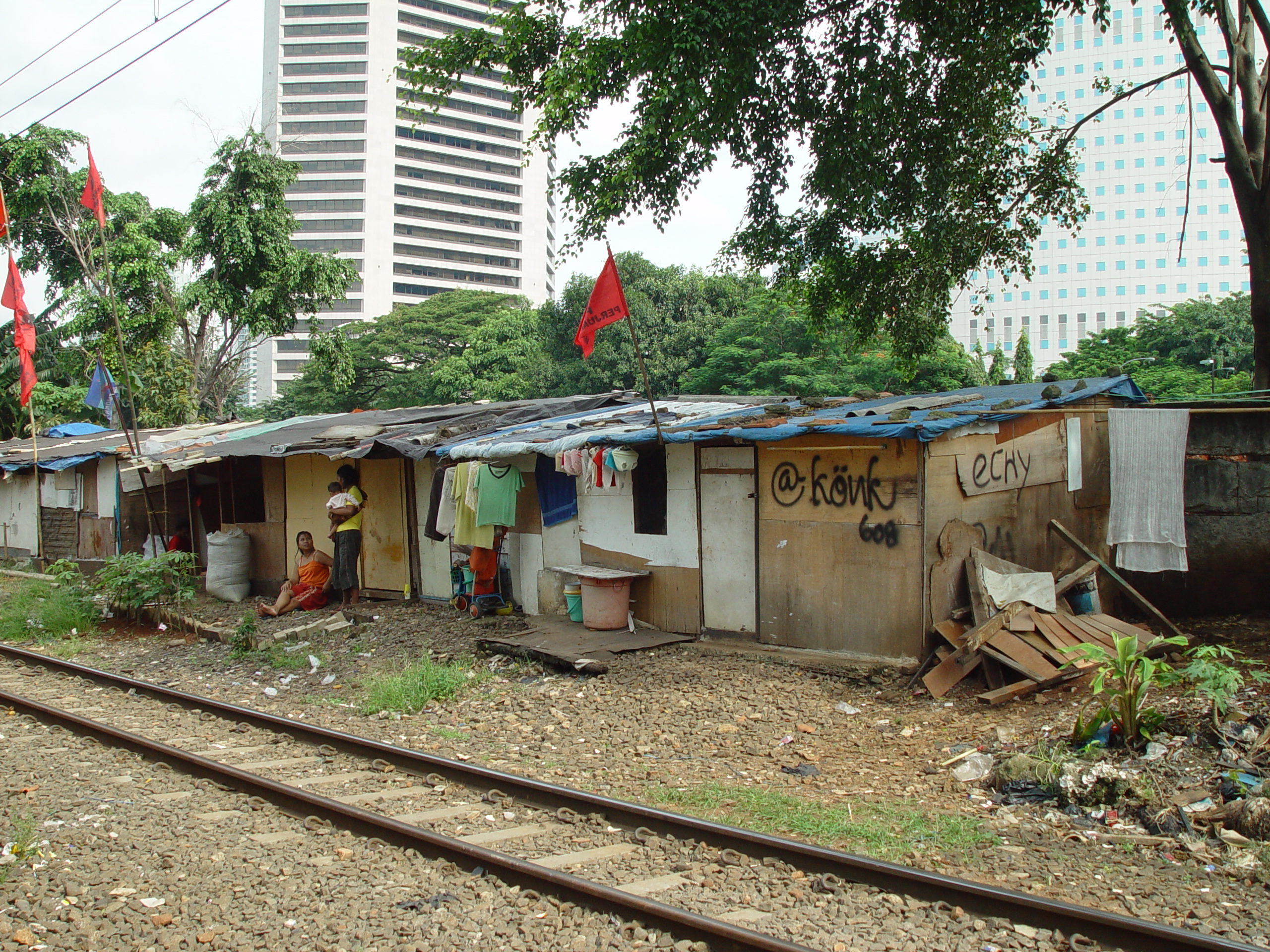
Slums in Jakarta

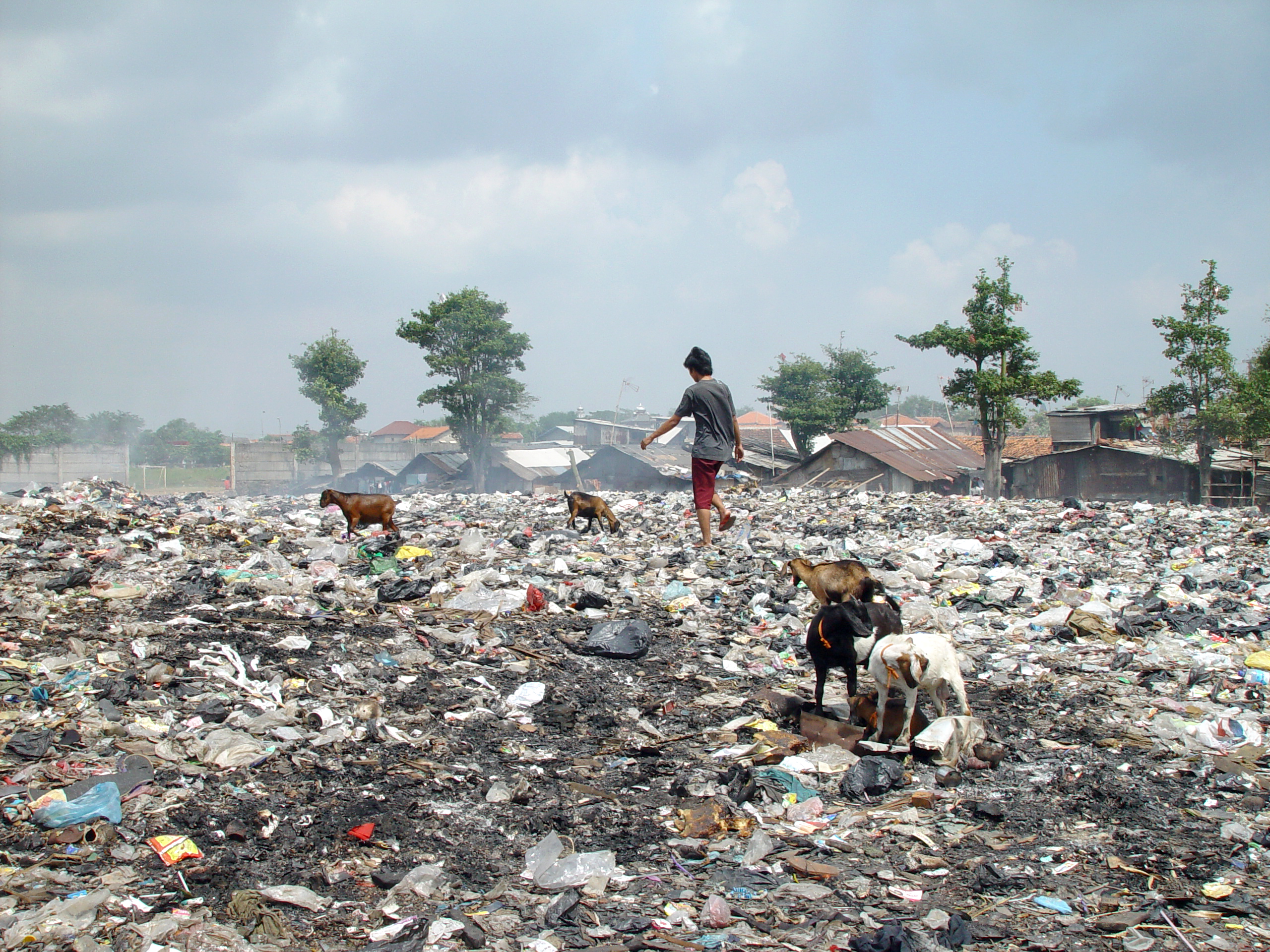
Leben im Armenviertel

Die Einwohnerzahl Jakartas ist von etwa 600.000 im Jahr 1945 auf 10,5 Millionen im Jahr 2020 angewachsen. Dieser drastische Bevölkerungszuwachs hat in Teilen der Stadt zu Überbevölkerung, Arbeitslosigkeit, Kriminalität, einer Zunahme des Verkehrs und hoher Umweltverschmutzung geführt. Bis 2050 wird eine Bevölkerung von 15,9 Millionen Einwohnern erwartet.
Um ein weiteres Ansteigen der Einwohnerzahl zu verhindern, haben die Verantwortlichen der Stadtverwaltung im Jahre 1970 eine Zuzugsbeschränkung erlassen, gemäß der nur noch Personen mit Arbeitsstelle nach Jakarta ziehen dürfen. Auch durch die eng gezogenen Stadtgrenzen ist die Bevölkerungszunahme inzwischen deutlich abgeschwächt, diese findet überwiegend in den unzähligen Vororten statt, die inzwischen 18,4 Millionen Einwohner aufweisen. In der Metropolregion Jakarta lebten 2010 insgesamt 28,0 Millionen Menschen.
Stadtplaner gehen davon aus, dass bis 2016 eine neue Riesenstadt Jabodetabek mit 32 Millionen Menschen entstanden sein wird. Jabodetabek ist aus den Anfangsbuchstaben der Städte Jakarta, Bogor, Depok, Tangerang und Bekasi zusammengesetzt, die dann in etwa die Grenzen der neuen Metropole bilden werden.
Die Hälfte des Bevölkerungszuwachses ist auf die Zuwanderung von Landbewohnern zurückzuführen, denen die Chancen auf einen Arbeitsplatz, eine Ausbildung oder ein wenig Wohlstand hier größer scheinen als daheim. Die große Anziehungskraft der Hauptstadtregion verlockt vor allem junge Menschen dazu, aus dem monotonen Alltagsleben eines javanischen Dorfes auszubrechen. Der Erfolg ist eher bescheiden. Viele wohnen in den Slums am Rande der Stadt. Monotone Neubaugebiete sind bisher noch selten. Stattdessen wurden Hunderttausende von kleinen Billighäusern errichtet, die sich in die traditionellen „Kampung“, dorfähnliche Stadtteile, Jakartas einfügen.
In Jakarta leben Menschen verschiedenster Herkunft. Den Großteil der Bevölkerung machen jedoch Sundanesen und Javaner aus. In Jakarta gibt es auch eine größere chinesische Minderheit. Die Bevölkerung von Jakarta setzt sich wie folgt zusammen: Javaner (2,9 Millionen), Betawi (2,3 Millionen), Sundanesen (1,2 Millionen), sowie Minderheiten von Arabern, Indern, Europäern (Niederländer) und Chinesen.

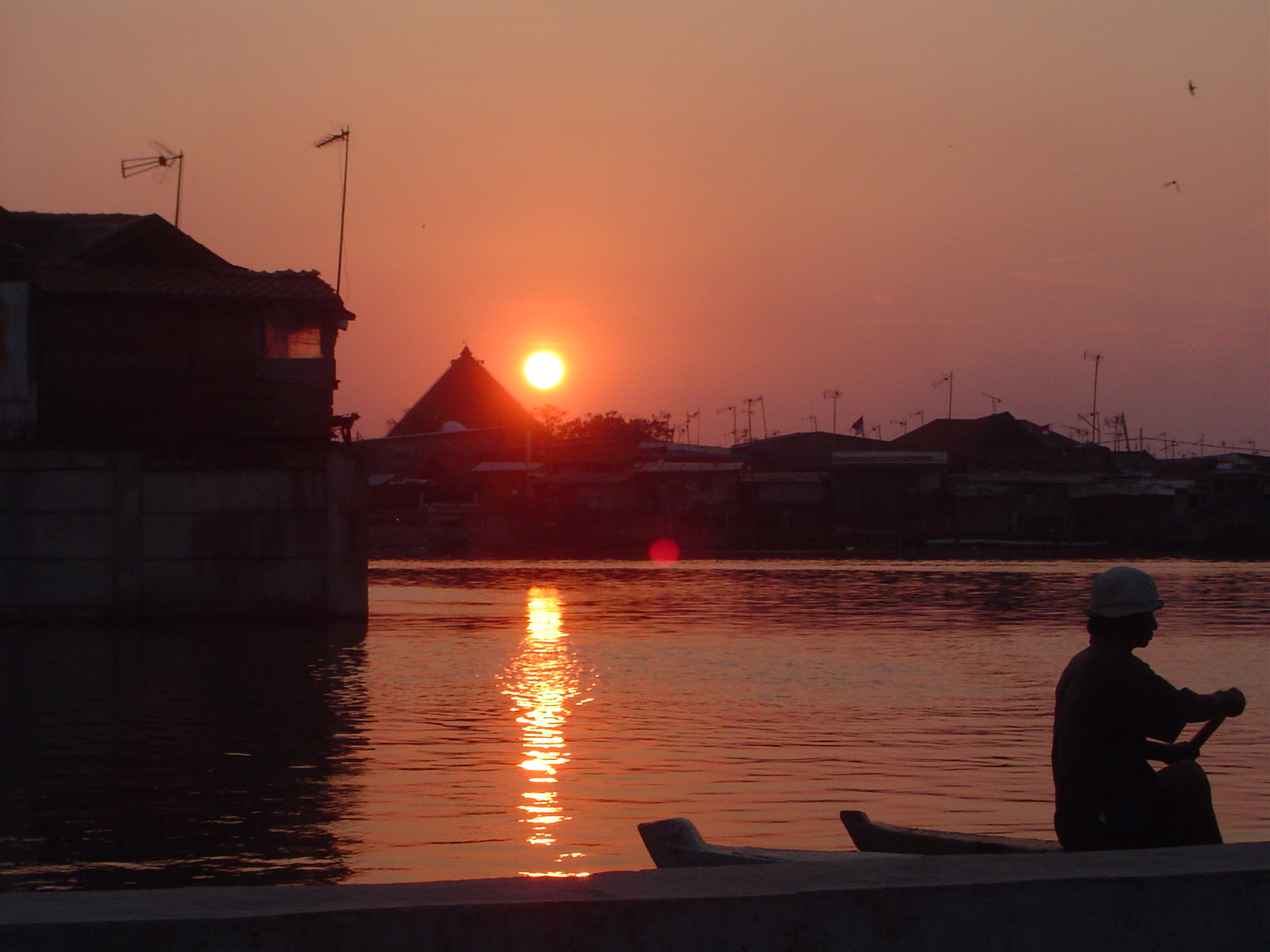
Sonnenuntergang

Einwohnerentwicklung von Jakarta

| Jahr | Einwohner |
| ---- | --------- |
| 1870 | 65.000    |
| 1875 | 99.100    |
| 1880 | 102.900   |
| 1883 | 97.000    |
| 1886 | 100.500   |
| 1890 | 105.100   |
| 1895 | 114.600   |
| 1901 | 115.900   |
| 1905 | 138.600   |
| 1918 | 234.700   |
| 1920 | 253.800   |
| 1925 | 290.400   |
| 1928 | 311.000   |

| Jahr/Datum         | Einwohner  |
| ------------------ | ---------- |
| 1930               | 435.184    |
| 1940               | 533.000    |
| 1945               | 600.000    |
| 1950               | 1.733.600  |
| 1959               | 2.814.000  |
| 31. Oktober 1961   | 2.906.533  |
| 24. September 1971 | 4.546.492  |
| 31. Oktober 1980   | 6.503.449  |
| 31. Oktober 1990   | 8.259.639  |
| 30. Juni 2000      | 8.384.853  |
| 30. April 2010     | 9.588.198  |
| 15. September 2020 | 10.562.088 |

## Politik

### Stadtregierung

Jakarta Wortmarke des Stadtmarketings

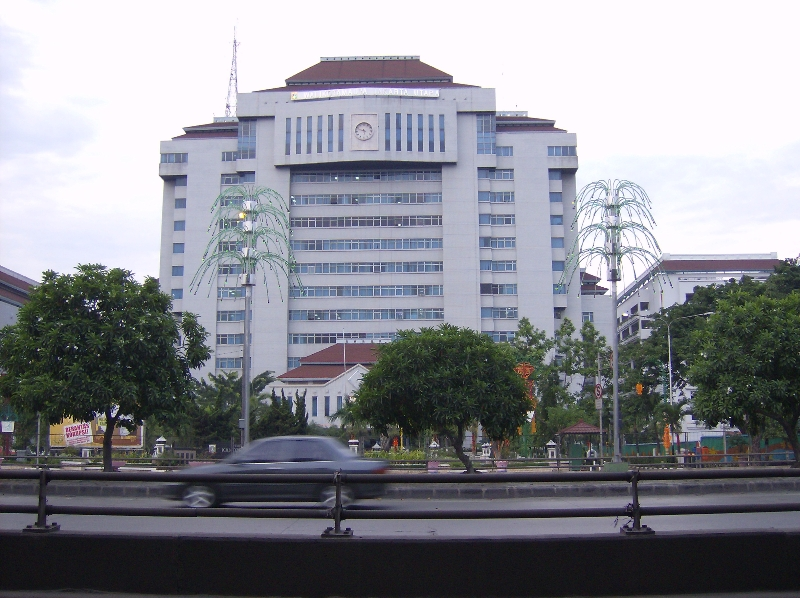
Rathaus in Nord-Jakarta

Seit 16. Oktober 2017 ist Anies Rasyid Baswedan Gouverneur des Hauptstadtdistrikts DKI (Daerah Khusus Ibukota) Jakarta.
Die folgenden Gouverneure (bis 1960 Bürgermeister) haben Jakarta bisher regiert:
| Name          | von  | bis  |
| ------------- | ---- | ---- |
| Suwiryo       | 1945 | 1947 |
| Daan Jahja    | 1948 | 1950 |
| Suwiryo       | 1951 | 1951 |
| Syamsurijal   | 1951 | 1953 |
| Sudiro        | 1953 | 1960 |
| Soemarno      | 1960 | 1964 |
| Henk Ngantung | 1964 | 1965 |
| Soemarno      | 1965 | 1966 |

| Name                 | von  | bis  |
| -------------------- | ---- | ---- |
| Ali Sadikin          | 1966 | 1977 |
| Tjokropranolo        | 1977 | 1982 |
| Soeprapto            | 1982 | 1987 |
| Wiyogo Atmodarminto  | 1987 | 1992 |
| Soerjadi Soedirdja   | 1992 | 1997 |
| Sutiyoso             | 1998 | 2007 |
| Fauzi Bowo           | 2007 | 2012 |
| Joko „Jokowi“ Widodo | 2012 | 2014 |

| Name                   | von  | bis  |
| ---------------------- | ---- | ---- |
| Basuki Tjahaja Purnama | 2014 | 2017 |
| Anies Baswedan         | 2017 |      |

### Städtepartnerschaften
Jakarta unterhält mit den folgenden Städten Partnerschaften:
| - Athen (Griechenland) - Bangkok (Thailand) - Berlin (Deutschland) seit 22. April 1993 - Casablanca (Marokko) seit 27. Mai 1991 - Dschidda (Saudi-Arabien) seit 10. März 1979 - Hanoi (Vietnam) - Islamabad (Pakistan) seit 25. Oktober 1984 | - Istanbul (Türkei) - Los Angeles (USA) seit 28. Dezember 1990 - Paris (Frankreich) seit 8. September 1995 - Peking (Volksrepublik China) seit 4. August 1992 - Pjöngjang (Nordkorea) - Rotterdam (Niederlande) seit 1. August 1986 - Seoul (Südkorea) seit 25. Juli 1984 |

### Regionenpartnerschaften
Jakarta unterhält mit den folgenden Regionen Partnerschaften:
- Präfektur Tokio (Japan)[32] seit 23. Oktober 1989[44]
- New South Wales (Australien) seit 30. Mai 1994

## Kultur und Sehenswürdigkeiten

### Religion
86 Prozent der Einwohner Jakartas sind Muslime. Praktisch alle gehören der sunnitischen Richtung an. Es gibt in Jakarta insgesamt nur einige hundert Schiiten. Viele Bewohner praktizieren eine synkretische Form des Islam. Anhänger dieser Form nennen sich selbst Abangan.
Zehn Prozent der Bewohner sind Christen: 6,5 Prozent gehören der evangelischen Kirche und 3,5 Prozent der römisch-katholischen Kirche an. Die christliche Kirche in Jakarta ist jung, da das Christentum erst im 17. Jahrhundert (durch niederländische und portugiesische Missionare) Fuß fasste. Der ehemalige Gouverneur, Basuki Tjahaja Purnama, ist ein Christ.
Weitere 4 Prozent der Einwohner sind Hindus oder Buddhisten (letztere meist Angehörige der chinesischen Minderheit).

### Musik, Tanz und Theater

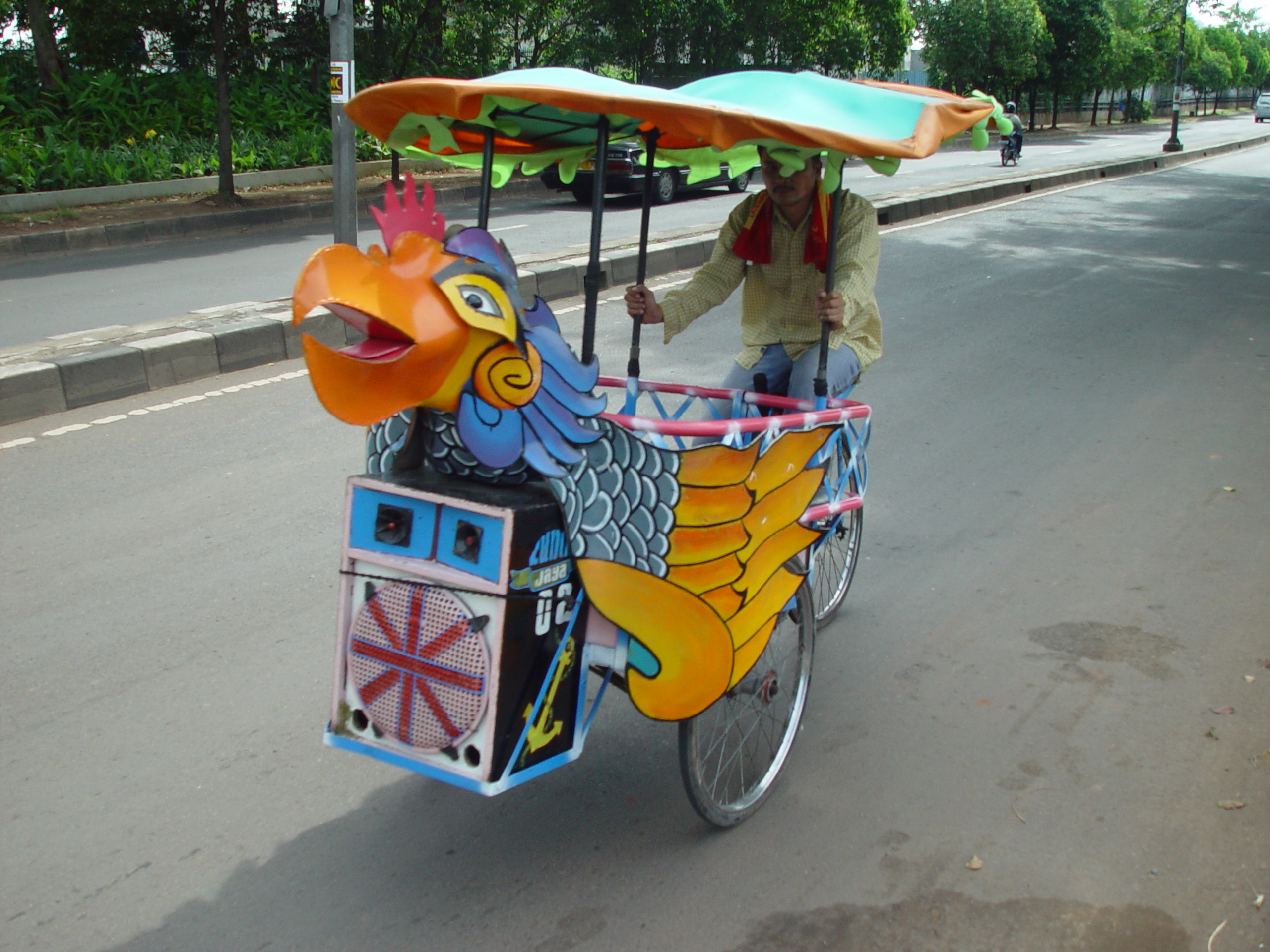
Straßenszene mit einem odong-odong

Die traditionelle und für Jakarta typische Kultur entwickelte sich unter den Betawis, einer heute homogenen Volksgruppe aus ehemaligen Händlern und Arbeitern, die während der Kolonialzeit aus Europa, China, Indien und anderen Ländern Südostasiens einwanderten. Die ab dem 18. Jahrhundert entstandenen kulturellen Ausdrucksformen unterscheiden sich von der pribumi-Kultur der alteingesessenen Javaner und Sundanesen. Zur darstellenden Betawi-Kunst, die in den Vororten anlässlich von jahreszeitlichen öffentlichen Festen und privaten Feiern sowie im Stadtzentrum gelegentlich bei Kulturveranstaltungen gepflegt wird, zählen die Musikgattung Gambang Kromong, die auch zur Begleitung des Tanzstils Ciokek und der Operette Lenong verwendet wird. Die Tanjidor-Marschmusik zeigt deutlich ihren europäischen Ursprung.
Der einzige aus niederländischer Kolonialzeit erhaltene Theater- und Veranstaltungsbau (Gedung Kesenian) stammt aus dem Jahre 1821 und wird noch heute als Theater für Konzert- und Ballettaufführungen genutzt. Er liegt unweit des Unabhängigkeitsplatzes (Merdekaplatz) in nordöstlicher Richtung.
Im Ria Loka wird das Kabarett Srimulat mit komischen Szenen und Liedern aufgeführt. Ketoprak, javanisches Volkstheater, musikalisch begleitet von Gamelan, das seine Themen aus Volkslegenden und Märchen bezieht, wird im Bharata Theatre, nicht weit vom Pasar Senen, geboten. Auf dieser Bühne finden auch Wayang Orang-Aufführungen (= Wayang Wong) statt, die auf dem Ramayana oder dem Mahabharata basieren. Wayang Wong und Ketoprak werden ebenso monatlich im Taman Mini, Ancol Dreamland und Gedung Kesenian aufgeführt.

### Museen

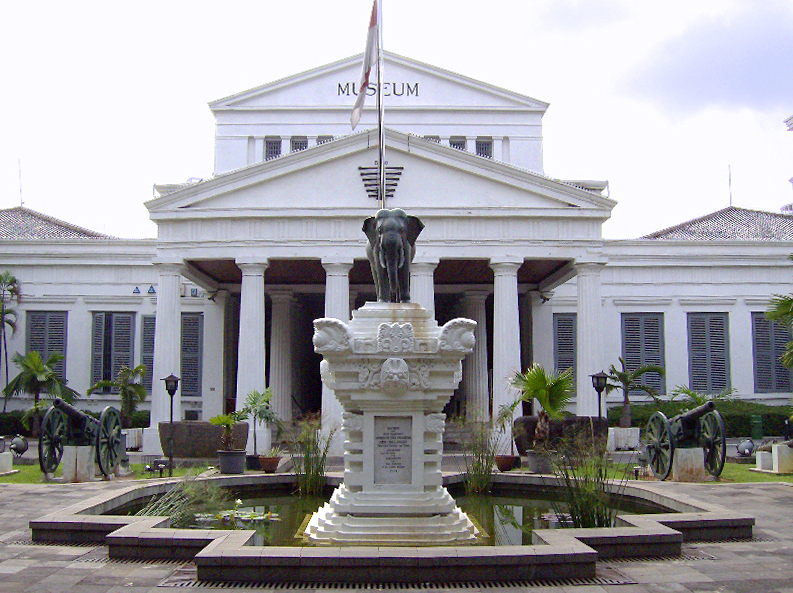
Museum Nasional Indonesia

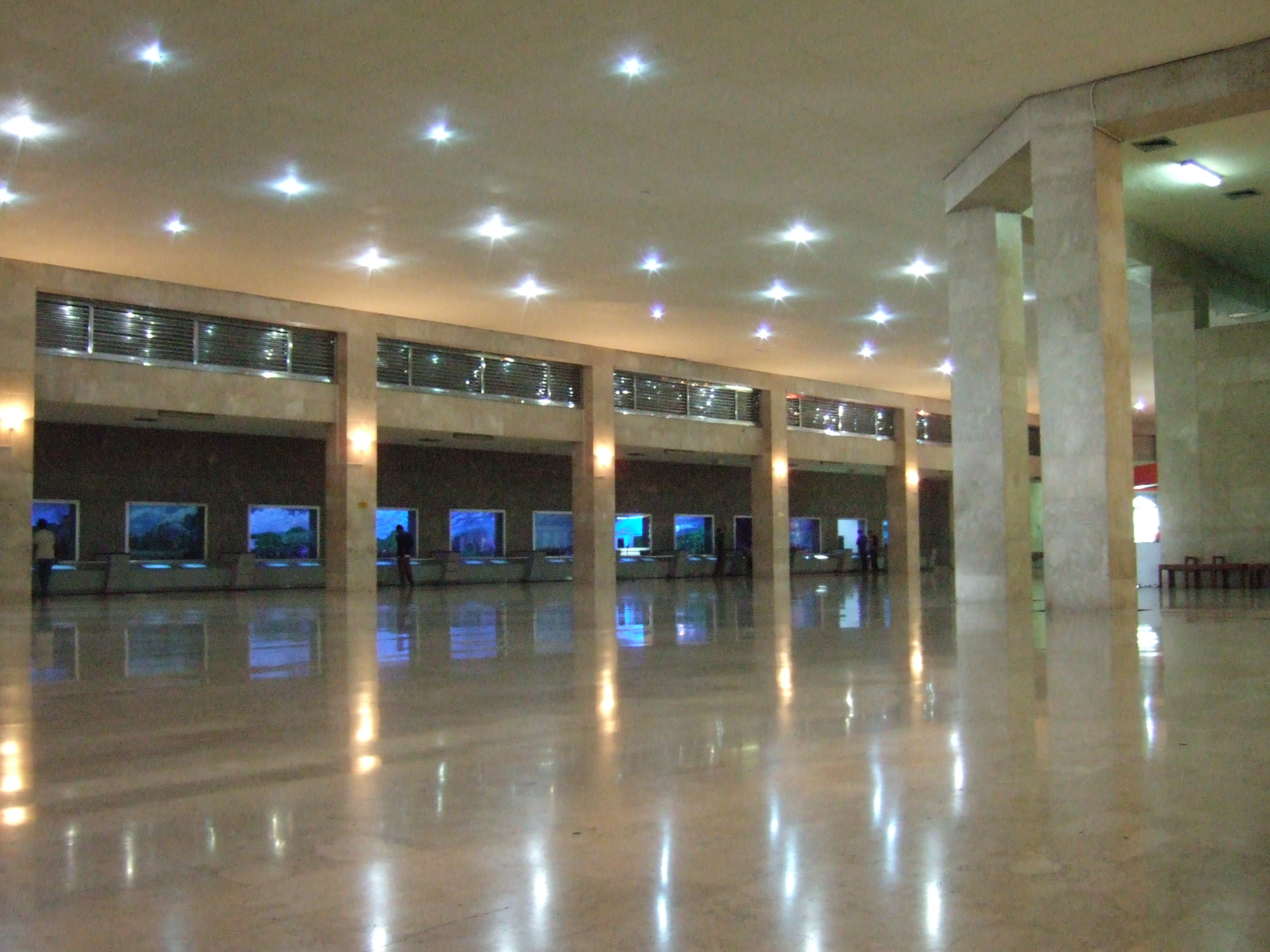
Museum der Geschichte Indonesiens im Monumen Nasional (Monas)

Rings um den alten Rathausplatz (Taman Fatahillah) wurden mit Unterstützung der UNESCO mehrere Kolonialgebäude restauriert. Im Zentrum steht das „Jakarta-Museum“, das in einem der ältesten erhaltenen Gebäude untergebracht ist. Im Jahre 1710 erbaut, diente es als „Stadthuys“ (Rathaus) der Verwaltung, später wurde es militärisches Hauptquartier und bis zum Zweiten Weltkrieg Sitz der Verwaltung West-Javas. Seit 1974 ist dort ein historisches Museum untergebracht. Es beherbergt eine Sammlung von Waffen, Möbeln, alten Landkarten und anderen Relikten der Kolonialzeit.
Das „Wayang-Museum“ befindet sich an der Westseite des Platzes. Das traditionelle Puppentheater ist in ganz Südostasien verbreitet. Stabpuppen und Schattenspielfiguren sowie die dazugehörigen Instrumente und andere Gegenstände, die für eine Aufführung gebraucht werden, sind dort ausgestellt.
Das „Museum für Kunst und Malerei & Museum für Keramik“ (Balai Seni Rupa) beherbergt eine Sammlung indonesischer Malerei und Keramik. In dem 1870 errichteten Gebäude des früheren Justizpalastes an der Ostseite des Platzes findet man Bilder bekannter indonesischer Maler. Interessant ist auch die Keramikabteilung. Auf der Nordseite des Platzes gegenüber dem Rathaus steht die alte portugiesische Kanone „Si Jagur“, ein Fruchtbarkeitssymbol.
Westlich des Unabhängigkeitsplatzes liegt das Nationalmuseum (Museum Pusat) oder Gedung Gajah (Elefantengebäude), sogenannt wegen des dort stehenden, vom thailändischen König Chulalongkorn (1853–1910) im Jahre 1871 als Geschenk überreichten Bronze-Elefanten. Es ist eines der größten und am besten ausgestatteten Museen in Südostasien. Bereits im Jahre 1868 wurde es von den Niederländern gegründet. Die Sammlung informiert ausführlich über die Vulkane und Inseln, Völker und ihre Bräuche, traditionelle Kunst und Kunstgewerbe auf allen Inseln des Archipels.
Das Nationalmuseum beherbergt eine beeindruckende Sammlung hinduistischer Kunstwerke aus Java wie auch von Porzellan der Han-, Tang- und Mingzeit. In der prähistorischen Abteilung sind Reste des Java-Menschen (= Homo erectus), zahlreiche Kultgegenstände, Steininschriften und hinduistische sowie buddhistische Statuen ausgestellt. In der Keramikabteilung sind rund 2000 Jahre alte Tonwaren und Porzellan, überwiegend aus China zu sehen.

### Bauwerke

#### Gebäude am Großen Kanal

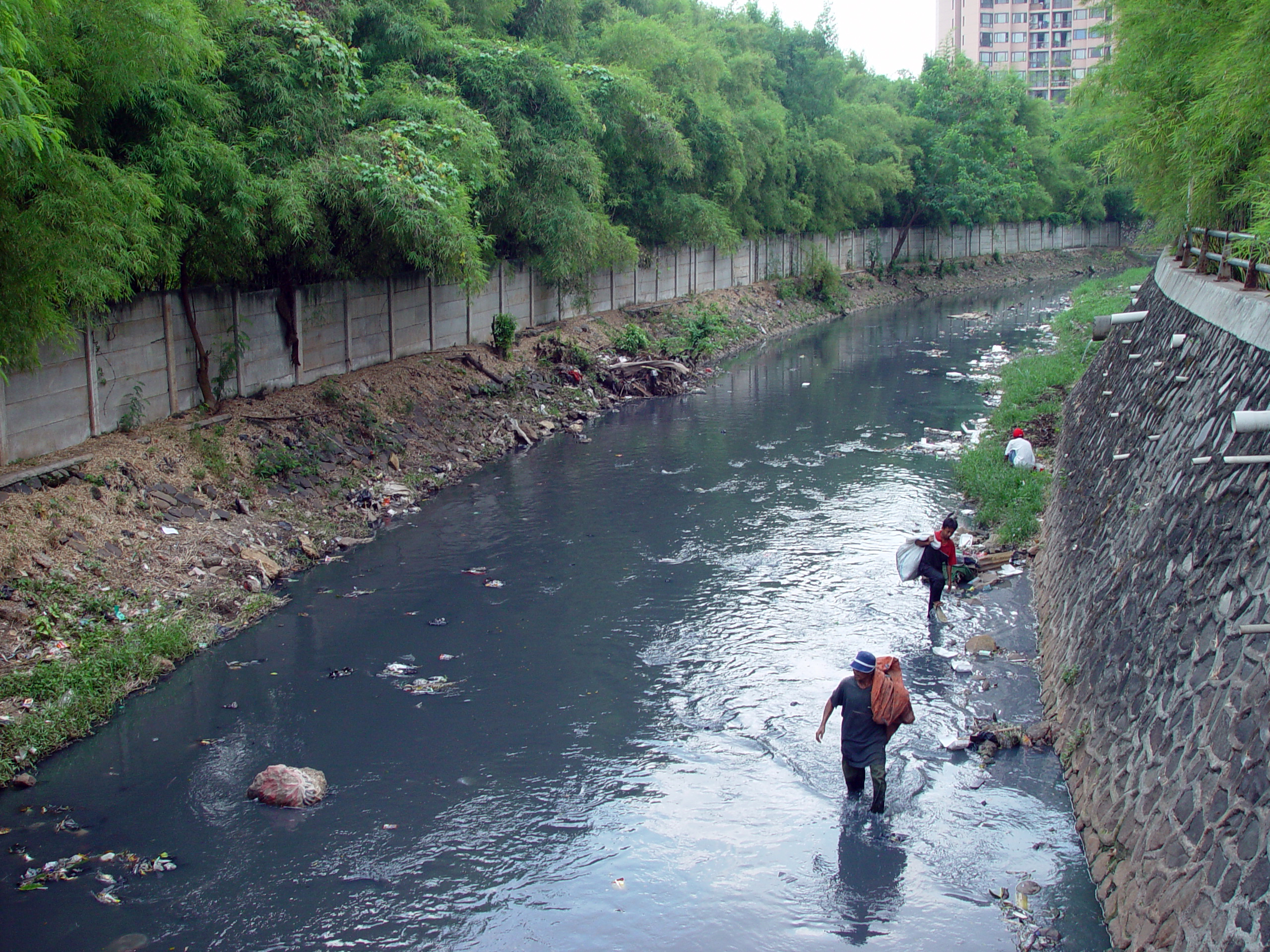
Kanal in Jakarta

Vom Rathausplatz ist es nicht weit bis zum „Großen Kanal“ (Kali Besar). Dort befinden sich zahlreiche Handelskontore, Geschäftshäuser und Warenlager aus der Kolonialzeit. Von Anfang des 18. Jahrhunderts stammen die beiden Häuser an der westlichen Kanalseite, das Eckhaus der „Chartered Bank“ und das Haus „Toko Merah“, heute: PT. Dharma Niaga. Dort liegen auch zwei Gebäude, die von deutschen Auswanderern errichtet worden sind, die Häuser „Imhoff“ und „Wurmb“.
Das Haus des aus Deutschland stammenden Generalgouverneurs Gustaaf Willem van Imhoff (1705–1750) aus Leer in Ostfriesland ist ein langgestreckter roter Ziegelbau, „Toko Merah“ genannt. Es wird gegenwärtig als Bürogebäude genutzt, kann aber besichtigt werden. Sehenswert ist die große Halle mit den doppelten Treppen. Das originale Mobiliar ist zum Teil im Rathaus der Stadt aufgestellt. Der Grabstein Imhoffs wird im „Wayang-Museum“ gezeigt, das am „Taman Fatahillah“ anstelle der baufällig gewordenen alten Kirche errichtet wurde.
Das Haus von Baron Friedrich von Wurmb (1742–1781) aus Thüringen, dem Friedrich Schiller (1759–1805) seine Kurzgeschichte „Eine großmütige Handlung“ gewidmet hat, liegt zwei Gebäude vom „Imhoff-Haus“ entfernt. Vor dem Eingang stehen zwei Löwenskulpturen. Eine renovierungsbedürftige, großzügige, im Stil des Klassizismus errichtete Eingangshalle lässt die ehemalige Pracht erahnen. Friedrich von Wurmb war einer der Begründer der Batavischen Gesellschaft für Kunst und Wissenschaft. Seine Sammlungen bilden die Grundlage des heutigen Nationalmuseums und der Nationalbibliothek.
In nördliche Richtung steht die restaurierte letzte über 200 Jahre alte Zugbrücke „Hoenderpasarbrug“ (Hühnermarktbrücke). An der Mündung des Kanals steht der erst 1839 erbaute Aussichtsturm, von dem aus der Hafenmeister die eintreffenden Schiffe sichtete. Er ist auf den Mauern der Befestigungsanlage „Bastion Culemborg“ aus dem Jahre 1645 errichtet.

#### Unabhängigkeitsplatz

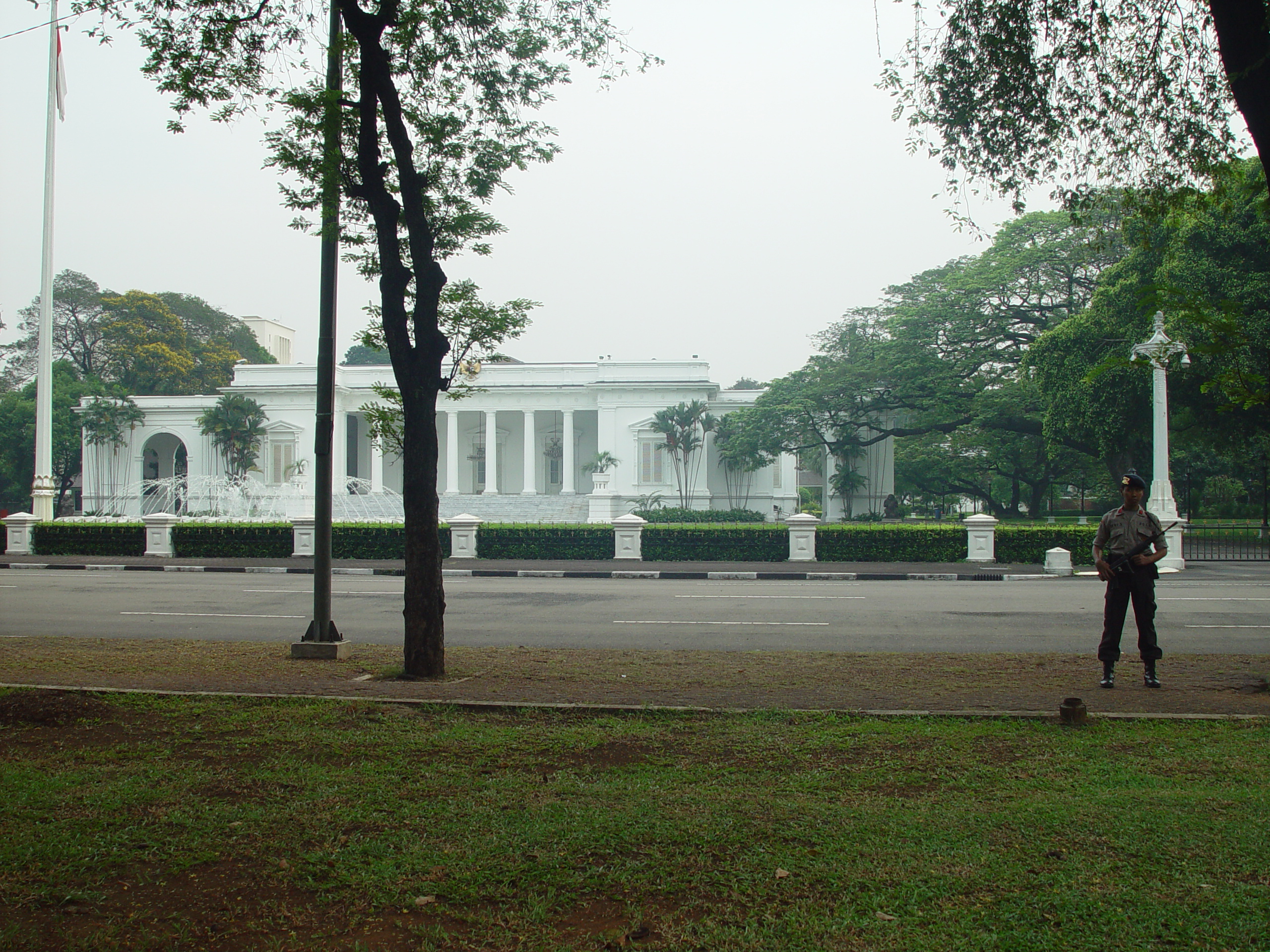
Präsidentenpalast

Anfang des 19. Jahrhunderts waren die meisten Verwaltungsgebäude aus der verseuchten Altstadt in das neue Batavia rings um den Koningsplein umgesiedelt worden. Heute überragt den etwa ein Quadratkilometer großen Unabhängigkeitsplatz (Merdekaplatz) in der Mitte unübersehbar das 132 Meter hohe Prunkstück der Denkmalkunst Sukarnos, das Nationaldenkmal (Monas) mit seiner Flamme, die mit 35 Kilogramm Gold überzogen ist. Die Aussichtsplattform befindet sich in 115 Meter Höhe.
Die Ostseite des Platzes wird vom 1993 renovierten, zweistöckigen „Gambir-Bahnhof“ dominiert. Gegenüber liegt die „Emmanuel-Kirche“, ein runder Kuppelbau mit einem Eingangstor, das von einem dorischen Tempel stammen könnte. 1839 wurde die nach König Willem I. (1772–1843) benannte „Willemskerk“ als erste gemeinsame Kirche von Lutheranern und Reformierten eröffnet.
Hinter der Brücke, an der Pejambon, steht das Unabhängigkeitsgebäude (Gedung Pancasila), das um 1830 als Residenz des Militärbefehlshabers im Stil des Klassizismus erbaut wurde. Seit 1918 residierte dort der „Volksraad“, dessen Mitglieder überwiegend aus der weißen Kolonialbevölkerung stammten und nur geringe politische Machtbefugnisse hatten. 1945 arbeitete dort ein von den Japanern eingesetztes Komitee (BPUPKI, später PPKI) unter Leitung von Sukarno die neue Verfassung aus. Am 1. Juni 1945 erläuterte Sukarno von dem Gebäude aus die Pancasila-Staatsphilosophie.
In nordöstlicher Richtung steht das Finanzministerium, mit dessen Bau 1809 unter Herman Daendels, Generalgouverneur von 1807 bis 1811, begonnen worden war. Er wollte mit straffer Hand das korrumpierte Kolonialsystem reorganisieren und das alte verseuchte Batavia erneuern. Der Krieg mit Großbritannien und seine Versetzung beendeten diese Aktivitäten. Nördlich vom Ministerium befindet sich der Oberste Gerichtshof (Mahkamah Agung), der seit 1848 in diesem neoklassizistischen Gebäude tagt.
Im Westen befindet sich die katholische Kathedrale, im Jahre 1900 im neogotischen Stil mit einigen indonesischen Einflüssen erbaut. Die 77 Meter hohen Türme wurden aus Teakholz errichtet, denn die frühere Kathedrale aus dem Jahre 1833 war 1880 unter dem Gewicht der Türme zusammengebrochen.
Die Istiqlal-Moschee aus weißem Marmor und deutschem Stahl bietet Platz für 120.000 Gläubige. Der riesige, moderne Kuppelbau befindet sich zwischen Medan Merdeka und Lapangan Banteng. Die Moschee, entworfen von dem protestantischen Architekten Silaban, wurde 1961 unter Sukarno fertiggestellt. Mit diesem Bauwerk verfügt Jakarta nach Istanbul (Sultan-Ahmed-Moschee) über die zweitgrößte Moschee der Welt.
Weiter westlich steht der Präsidentenpalast (Istana Merdeka). Der Bau war seit 1879 offizielle Residenz des niederländischen Gouverneurs, der jedoch das kühle Klima von Buitenzorg (Bogor) bevorzugte.

#### Chinatown

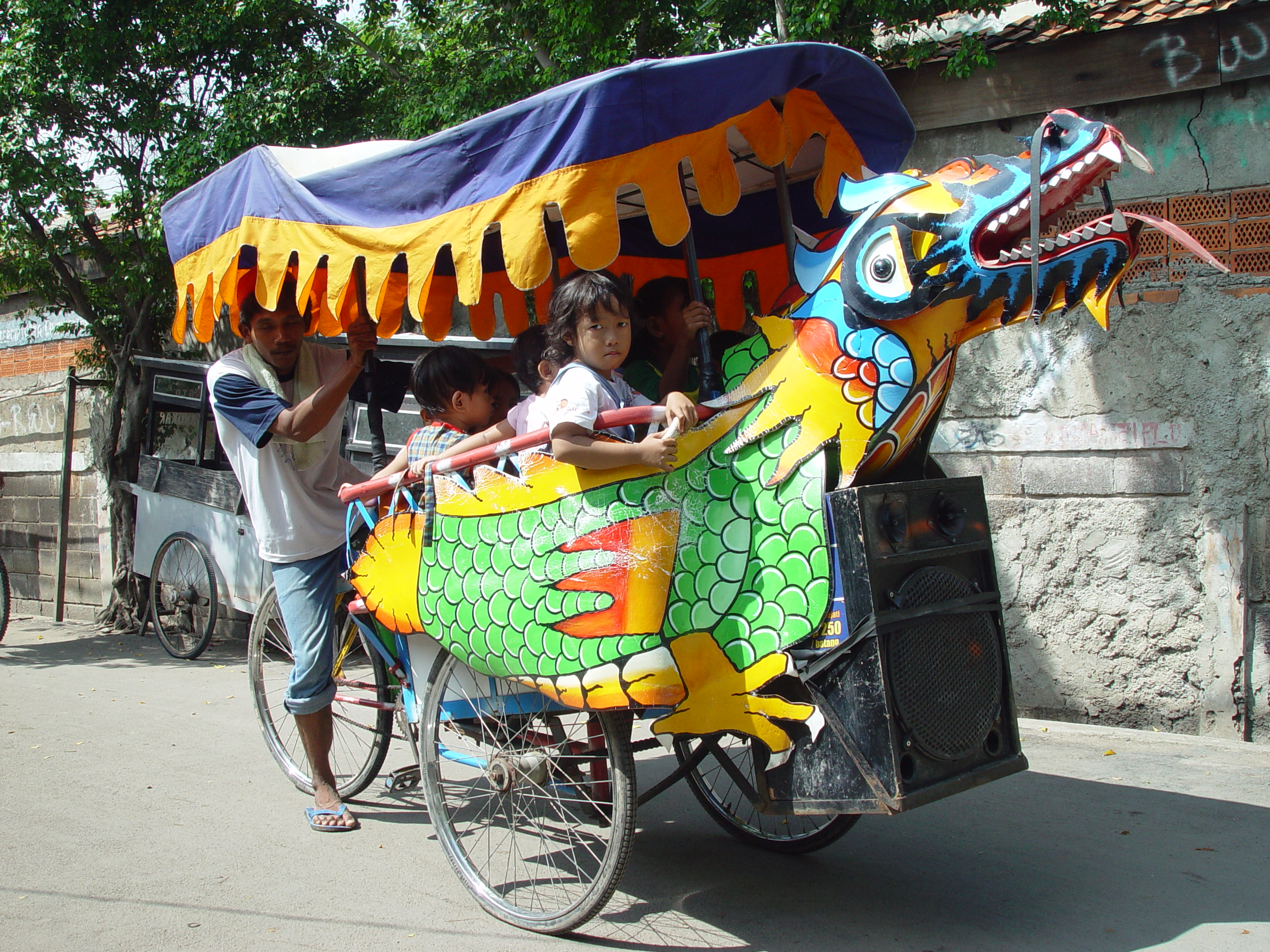
Straßenszene

Südlich vom Kota- oder Hauptbahnhof, in der Jl. Pangeran Jayakarta 1, steht die älteste Kirche der Stadt, „Gereja Sion“, zwischen 1693 und 1695 erbaut. Die sogenannte „Portugiesische Kirche außerhalb der Stadtmauer“ wurde von Nachkommen der ersten portugiesischen Eroberer, ihren einheimischen Verbündeten und Sklaven genutzt, die von den Niederländern in Indien und Malaya gefangen genommen und dorthin verschleppt worden waren. Schöne Barockschnitzereien zieren den Altar, die Orgel und die Bänke. Eine Tafel in niederländischer Sprache erinnert an die Eröffnung der Kirche am 19. Oktober 1695.
Weiter im Süden liegt das alte Chinesenviertel „Glodok“. Die typische chinesische Atmosphäre mit den zur Straße offenen Läden, Restaurants und Werkstätten geht durch zahlreiche einförmige Neubauten wie moderne Einkaufszentren, Banken und Wohnblocks im Einheitsbetonstil immer mehr verloren. Auch ist bei den Unruhen im Jahre 1998 dort viel zerstört worden.
In der Jl. Petak Sembilan steht der bedeutendste chinesische Tempel der Stadt, „Jin De Yuan“ (auch Kim Tek I oder Wihara Bhakti genannt), der bereits 1650 vom chinesischen Leutnant Guo Xun Guan zu Ehren der Göttin der Barmherzigkeit errichtet wurde. Das Dach des Haupttempels ist mit Nagaschlangen und anderen Porzellanfiguren verziert, im Inneren stehen buddhistische und daoistische Figuren. Aus dem 17. Jahrhundert stammt die Figur des „Herrschers über die drei Welten“ (San Yuan) über dem Haupteingang. Zu chinesischen Feiertagen, beispielsweise zum „Fest der hungrigen Geister“ oder zum chinesischen Neujahr, versammelt sich die chinesische Gemeinde im Tempel.

#### Weitere Bauwerke

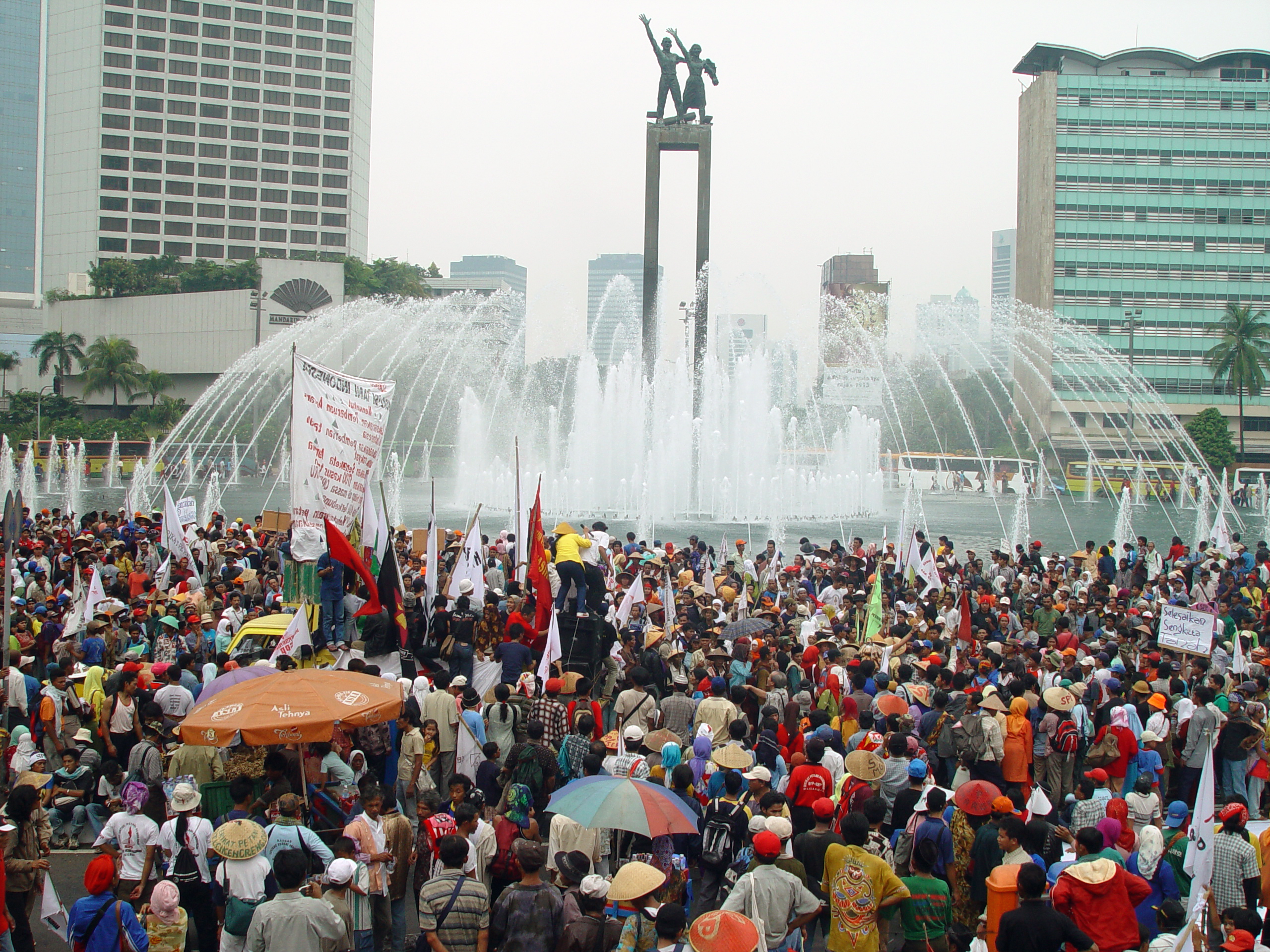
Springbrunnen

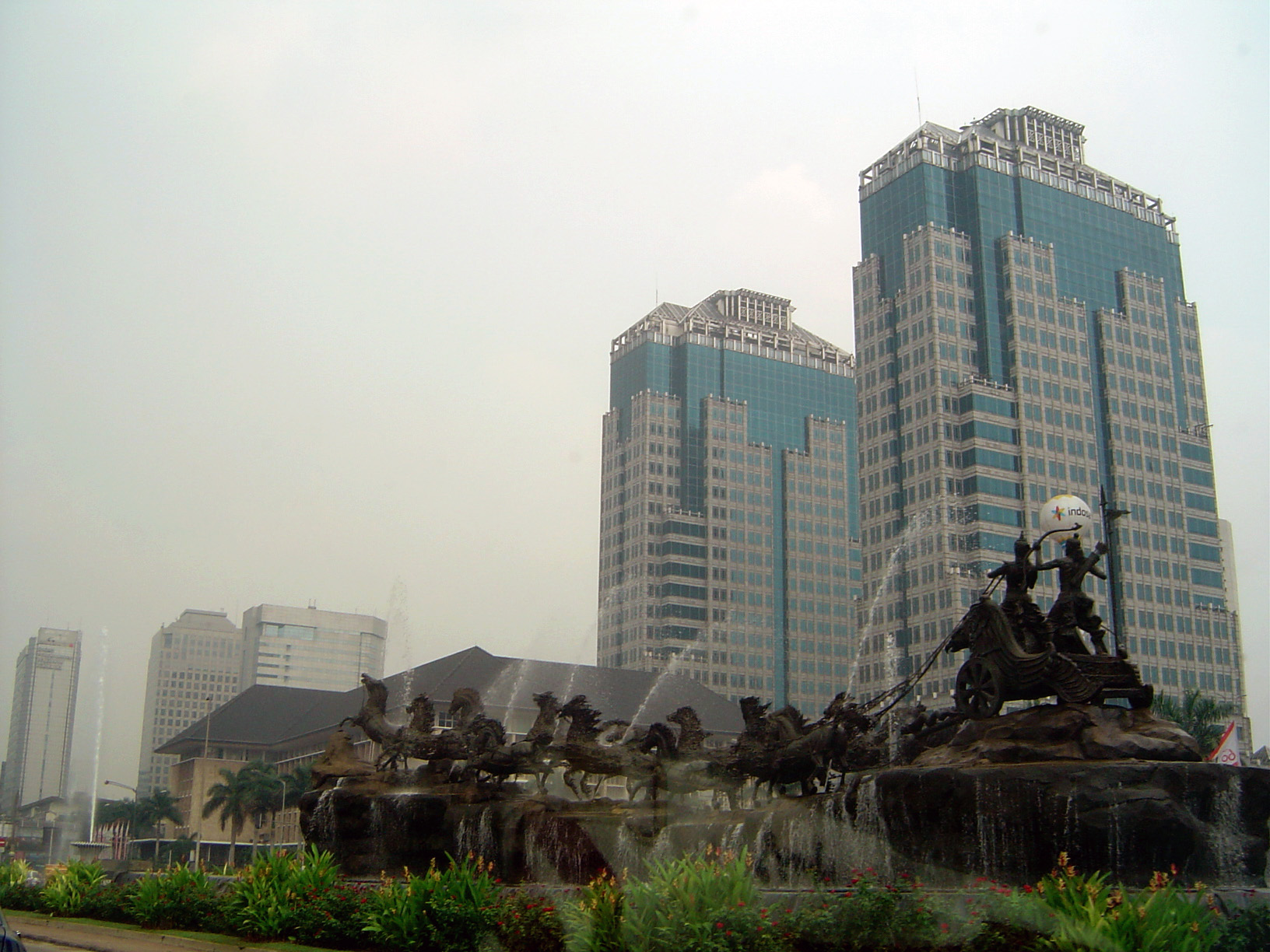
Statue vor Hochhauskulisse

Am Ende der Jl. Pantai Sanur steht einer der ältesten chinesischen Tempel, der „Ba Do Gong Miao“ (Klenteng Ancol). Er wurde vermutlich auf Befehl des chinesischen Eunuchen-Admirals Zheng He und des Admirals Wang Zhu Cheng errichtet, die von 1405 bis 1430 siebenmal mit ihrer Flotte im Auftrag des Ming-Kaisers Yongle (1360–1424) den Archipel besuchten. Zheng He wird als der Heilige Sampo Kong in einem Tempel in Semarang (Zentral-Java) verehrt. Im Hauptbau des Klenteng Ancol stehen die Statuen der beiden Admiräle. Hinter dem Hauptgebäude befinden sich mehrere alte Gräber.
Die Villa des bekannten javanischen Malers Raden Saleh (1811–1880) befindet sich in der Nähe des Bahnhofs „Cikini“. Er verbrachte von 1839 an vier Jahre seines Lebens in Dresden und war bis 1852 ein gern gesehener Gast auf den Schlössern von Herzog Ernst II. von Sachsen-Coburg und Gotha (1818–1893). Nach der Heimkehr nach Java ließ er seine Residenz in Erinnerung an Schloss Callenberg bei Coburg errichten. Sie wird heute als Verwaltungsgebäude des Cikini-Krankenhauses genutzt und ist öffentlich zugänglich.
In der Jl. Hayam Wuruk neben der Bali Bank, steht eine Moschee aus dem Jahre 1786, die „Mesjid Kebon Jeruk“. Sie wurde von dem Muslim-Chinesen Chan Tsin Whu erbaut. Nach dem Pogrom von 1740 versuchten viele Chinesen der Verfolgung zu entrinnen, indem sie zum Islam übertraten. Diese Orang Cina Peranakan mussten sich von der chinesischen Gesellschaft lossagen und hatten zeitweise sogar ihre eigenen Führer (Kapten). Zu dem Moscheekomplex gehören kunstvolle Gräber, unter anderem das Grab der Atimah Whu, Ehefrau des Erbauers. Die Grabsteine sind sowohl im chinesischen als auch im arabischen Stil verziert.
Am 16. April 2004 war Grundsteinlegung des Jakarta Tower. Der 558 Meter hohe Turm sollte bereits 2009 fertig gestellt sein und zu dem damaligen Zeitpunkt den CN Tower in Toronto als höchsten Fernseh- und Rundfunksendeturm ablösen. Diesen Titel wird der Jakarta Tower nicht mehr erreichen, da die Fertigstellung noch ungewiss ist und weil im Mai 2012 der Tokyo Skytree mit 634 Metern Höhe eingeweiht wurde.
Bemerkenswert ist auch der 395 Meter hohe Indosiar-Sendemast Jakarta.
Nahe Jakarta befindet sich der weltweit größte noch existierende Hafen für Lastensegelschiffe, Sunda Kelapa. Diese Lastensegelschiffe bereisen die komplette malaiische Inselwelt und das südchinesische Meer.

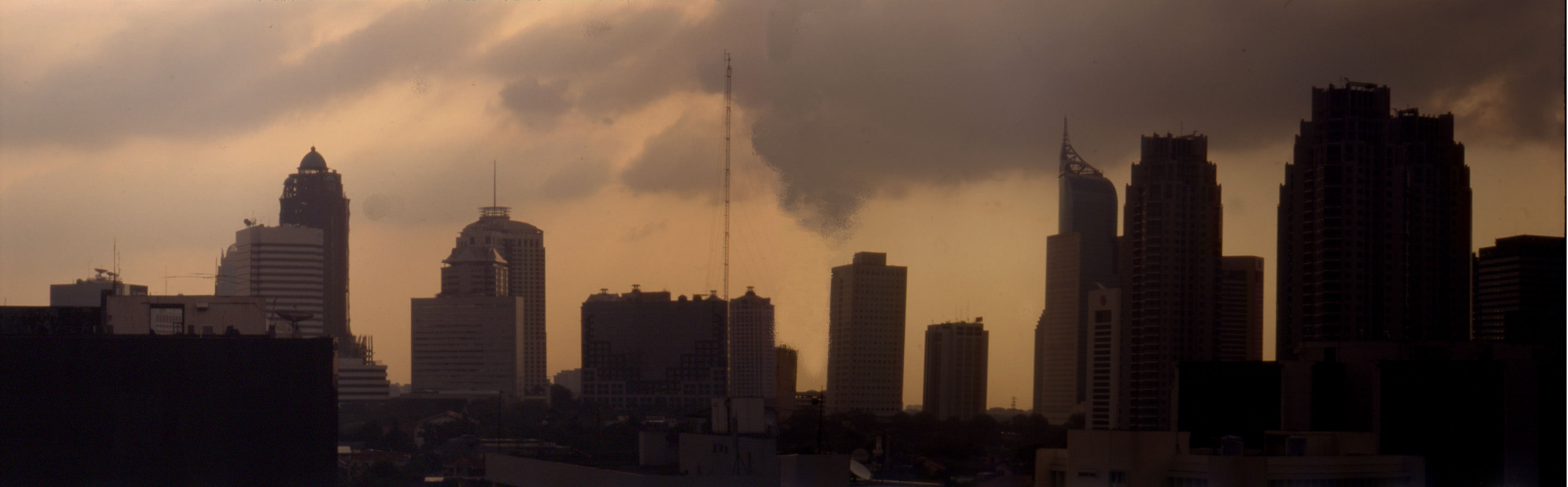
Sonnenuntergang in Downtown

### Parks

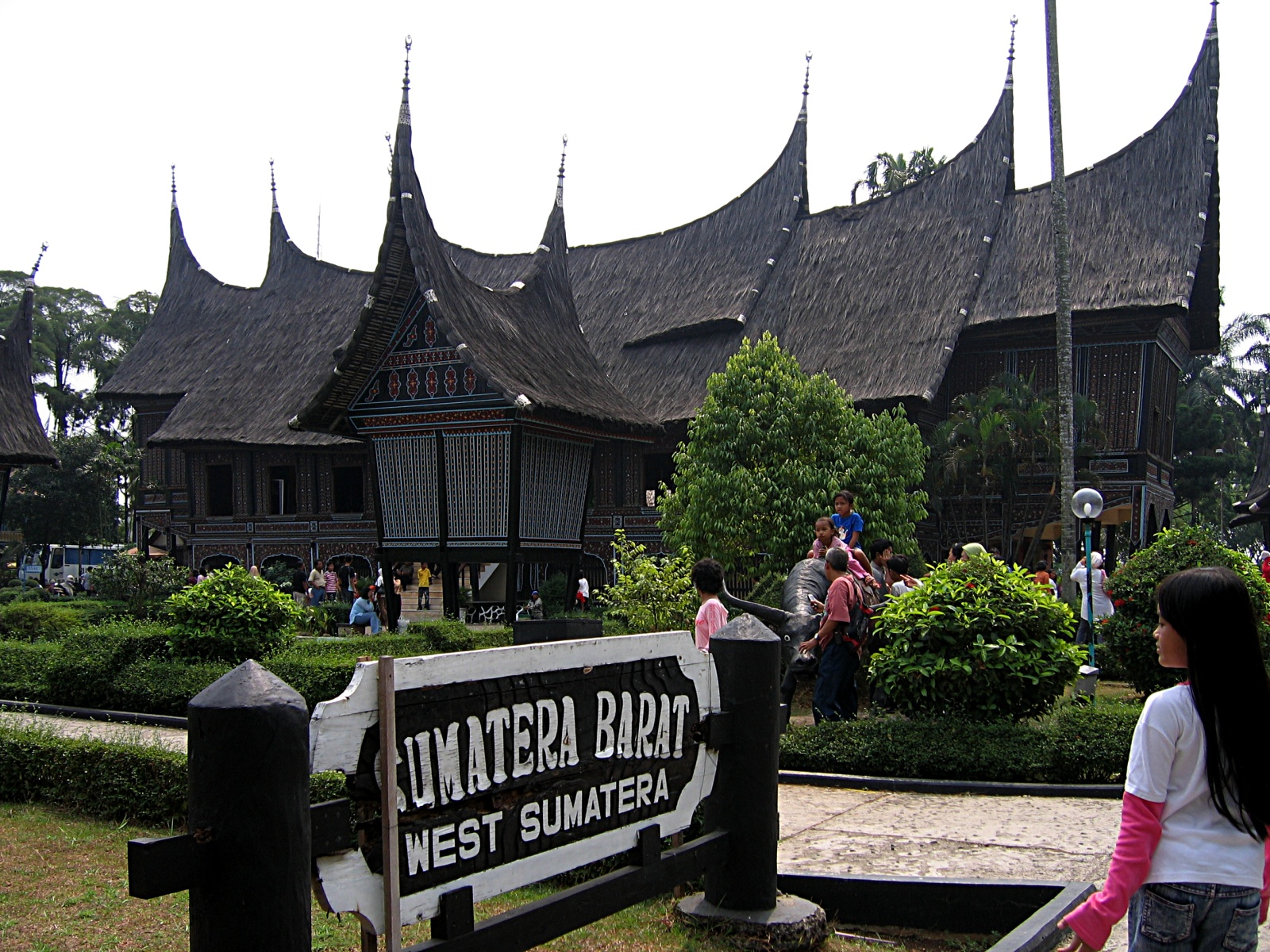
Themenpark „Taman Mini Indonesia Indah“

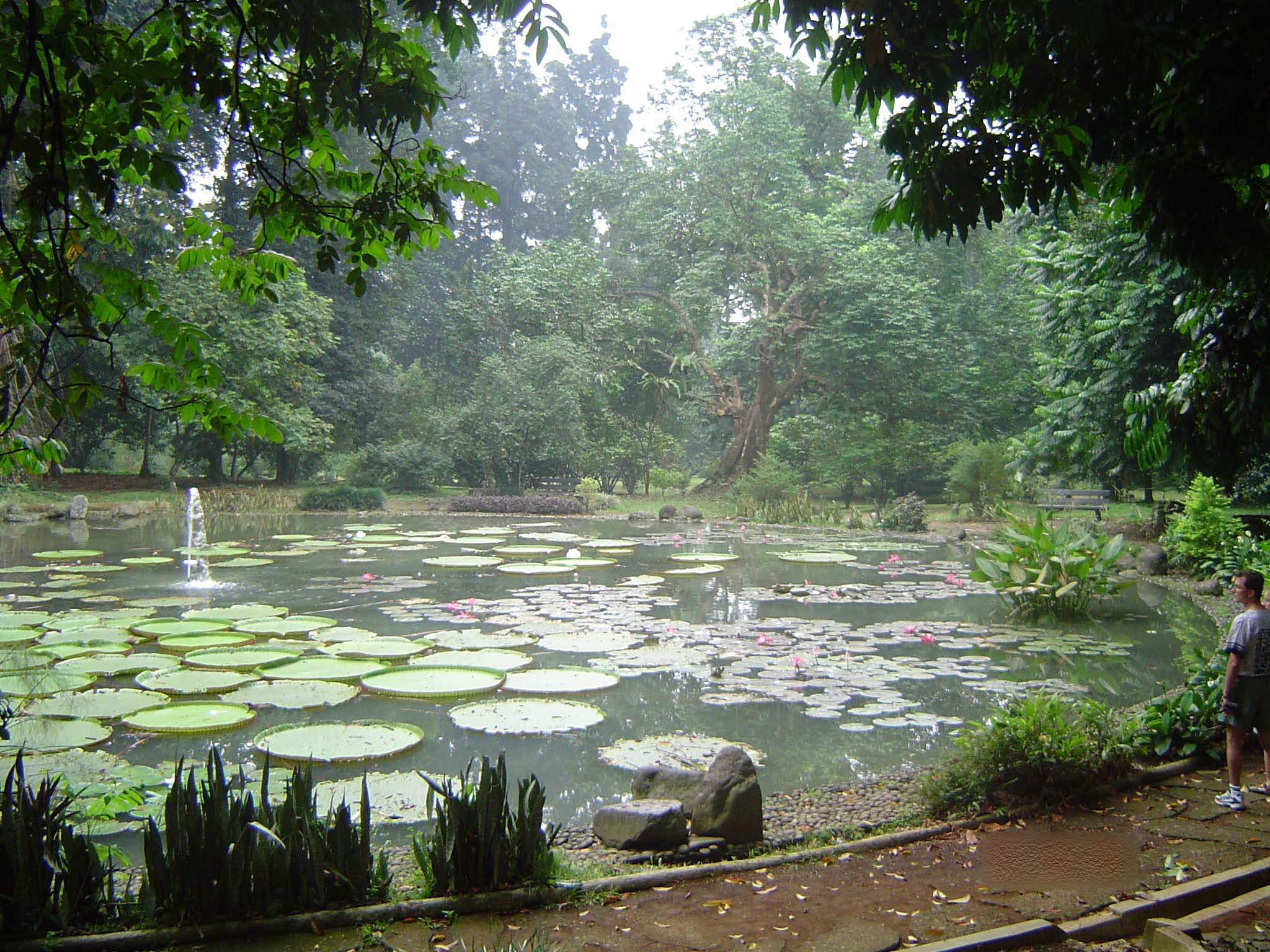
Seerosenteich im Botanischen Garten in Bogor

„Taman Impian Jaya Ancol“ ist mit 137 Hektar Fläche Südostasiens größter Vergnügungspark mit Kunstmarkt, Freilicht-Theater, Schwimmbad, Bowlingbahn, Golfplatz und einem Aquarium. In Ancol befindet sich auch die 1985 eröffnete Fantasiewelt „Dunia Fantasi“, eine indonesische Mischung aus Disneyland und Rummelplatz im Baustil verschiedener Epochen und Kontinente.
Weiter Richtung Strand liegt die Marina. Von diesem Yachthafen aus fahren Boote nach Kepulauan Seribu, dem Archipel der „Tausend Inseln“ in der Bucht von Jakarta. Die 105 Inseln, 45 Kilometer nördlich von Jakarta gelegen, haben eine Fläche von 11,8 Quadratkilometer. Im dortigen Marine-Nationalpark befinden sich verschiedene Restaurants, Hotels, Bungalowanlagen und an der Lagune ein Bootsverleih. Im Delfinarium werden täglich Shows mit Seelöwen, Delphinen und anderen Tieren gezeigt.
Im rund 100 Hektar großen Themenpark „Taman Mini Indonesia Indah“ im Südosten der Stadt wurde die Republik Indonesien im Miniformat nachgebaut, wobei alle Provinzen des Landes durch jeweils maßstabsgerechte Gebäude im traditionellen Baustil und Kunsthandwerk vertreten sind. Dort befinden sich neben modernsten Museen für Energie, Naturkunde und Technik auch ethnologische wie das Museum Indonesia. Eine Multivisionsschau „Indonesien“ ist zu betrachten; ein modernes Theater wurde im Jahre 1997 eingeweiht.
Der Botanische Garten in Bogor, der Kebun Raya Bogor in der Nähe von Jakarta, ist Sitz vieler internationaler Forschungsinstitute. Er wurde am 18. Mai 1817 von Caspar Georg Carl Reinwardt (1773–1854) aus Lüttringhausen gegründet und enthält heute eine Sammlung von über 3.000 Pflanzenarten, darunter über 200 Palmenarten und 883 Orchideenarten. Berühmt ist die Titanenwurz (Amorphophallus titanum), ein Aronstabgewächs mit einem über zwei Meter hohen Blütenstand. Der Botanische Garten ist ein beliebtes und lohnendes Ausflugsziel in einer ruhigen und angenehmen Umgebung.

### Kulinarische Spezialitäten

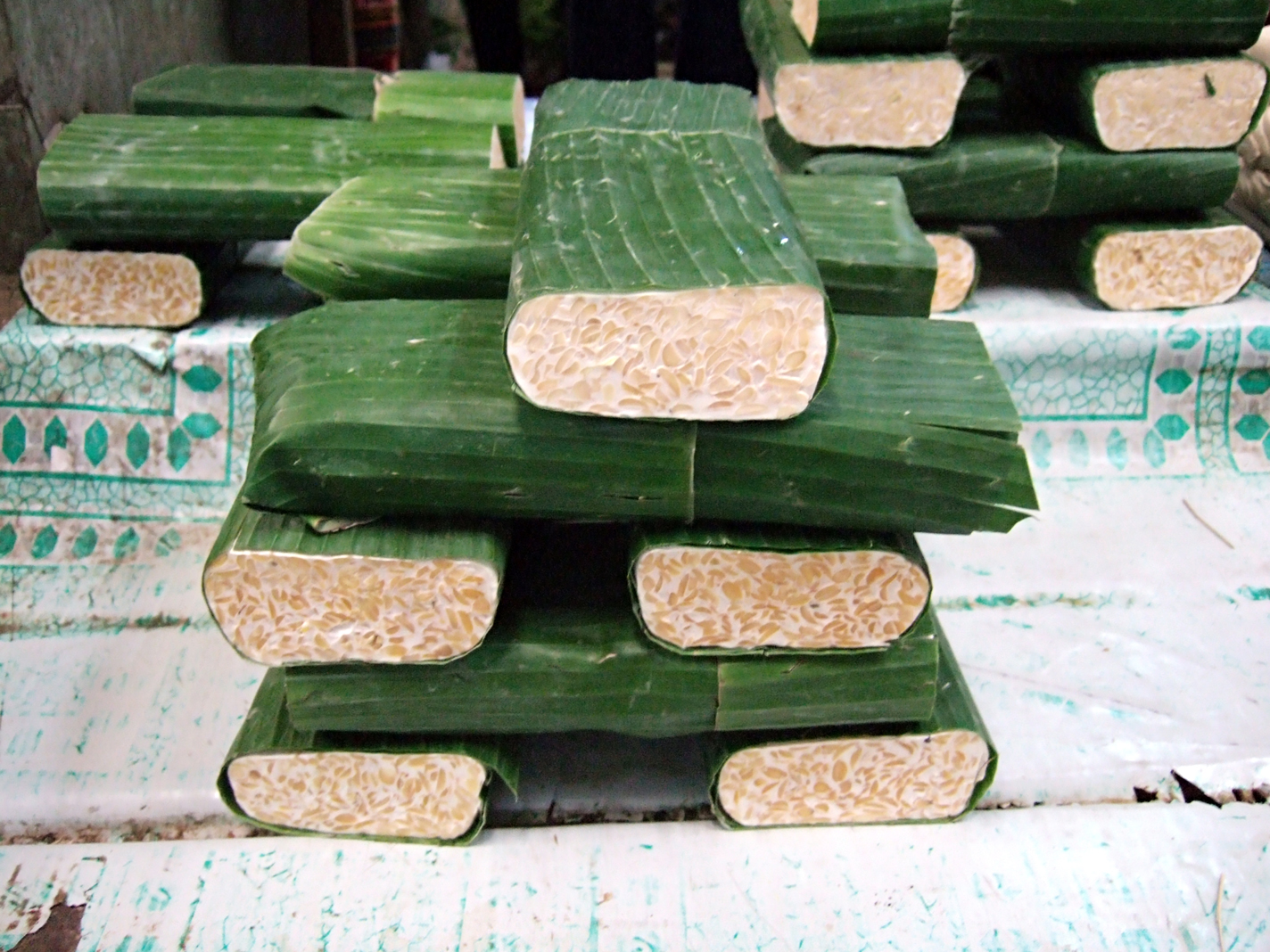
Tempeh auf einem Markt in Jakarta

In den Restaurants der indonesischen Hauptstadt findet man sowohl nationale als auch internationale Küche vor. Zu den vielen einheimischen Gerichten zählen Reissuppe (Soto, Sop), verschiedene Nudelgerichte sowie Saté, über einem kleinen tragbaren Rost gegrillte Hühnerfleischspieße, die mit Erdnusssauce gegessen werden. Schmackhaft sind auch Krupuk, in Öl gebackene Cracker aus Tapioka-Mehl und gemahlenen Krabben oder Fisch, Tahu und Tempeh Goreng, in Fett ausgebackene Würfel aus Sojabohnenquark beziehungsweise gepressten Sojabohnen. Lokale Besonderheiten sind auch die gefüllte Ente Bebek „Betutu“ und der leicht marinierte Bratfisch „Ikan Acar Kuning“. Die in einem Bananenblatt gedämpften Fischgerichte (Pepes Ikan) sind eine weitere lokale Spezialität. Tahu und Tempeh (eine Art Soja-Frikadelle) werden gern zu Spinat oder Sellerie gekocht.
Scharf gewürzt werden der gebratene Reis (Nasi Goreng) und die gebratenen Nudeln (Mie Goreng). Süßlich hingegen wird die Erdnusssauce zu den diversen gegrillten Saté-Fleischspießchen zubereitet. Ein besonders zartes Aroma erhalten diese, wenn die Spieße aus Zitronengras bestehen. Beim Gado-gado wird die gesüßte Erdnusssoße in lauwarmer Form über den Gemüsesalat gegossen.
Neben den stationären Restaurants findet man überall in der Stadt auch Straßenverkäufer (Kaki Lima = „fünf Fuß“ = Normbreite des Bürgersteiges), die Suppen mit kleinen Fleischbällchen oder andere der vorgenannten Spezialitäten anbieten und direkt vor Ort frisch zubereiten.
Neben diesen lokalen Spezialitäten findet man natürlich auch alle anderen Arten von Restaurants, insbesondere auch die westlichen Schnell-Restaurant-Ketten.

### Handel

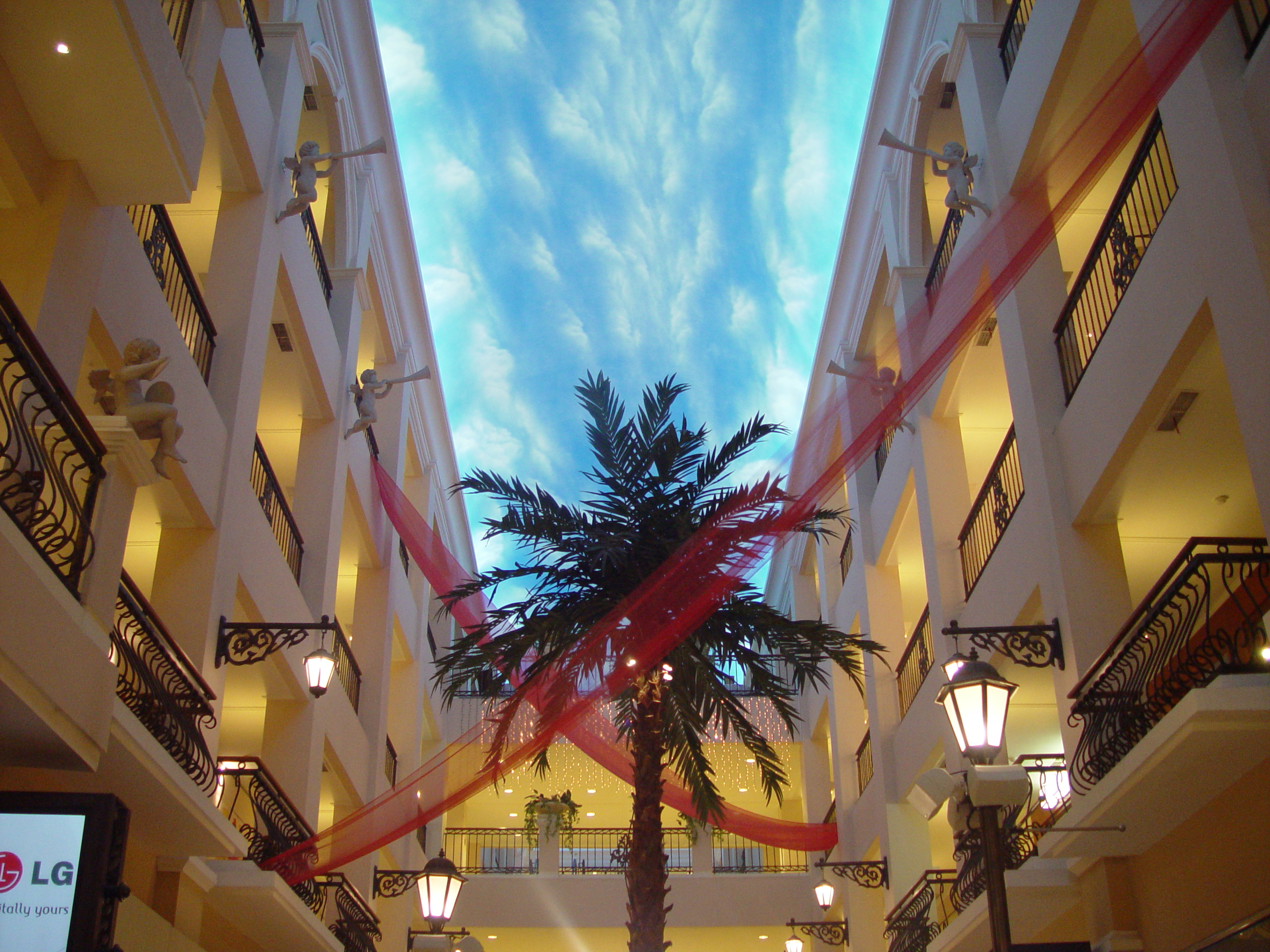
Einkaufszentrum

In Jakarta gibt es zahlreiche Märkte sowie viele große Kaufhäuser und Einkaufszentren. Zu den größeren Märkten der Stadt gehören der Fischmarkt „Kali Baru“ und der „Bird’s Market“ (Pasar Burung) südlich der Jl. Pramuka, am Beginn der Stadtautobahn. Auf dem „Pasar Seni Ancol“, ein großer Kunstgewerbemarkt im Vergnügungspark Ancol, wird Kunsthandwerk wie Schnitzereien, Bilder, Flecht- und Webarbeiten produziert und verkauft. Eine Kunstausstellung befindet sich im angrenzenden zweistöckigen Gebäude.
Lebensmittel, Luxusartikel und anderes bieten die Einkaufszentren Grand Indonesia, Plaza Indonesia, das F-x, Plaza Senayan, Hayam Wuruk, Gajah Mada Plaza, Pasar Senen und Ratu Plaza in der Jl. Jen. Sudirman sowie Blok M in Kebayoran Baru. Die größten Einkaufszentren sind die Pondok Indah Mall (PIM) im Süden, Kelapa Gading und Mangga Dua im Norden sowie Taman Anggrek im Osten der Stadt. Supermärkte, die auch dem europäischen Standard entsprechen, gibt es mittlerweile in allen Teilen Jakartas.

## Wirtschaft und Infrastruktur

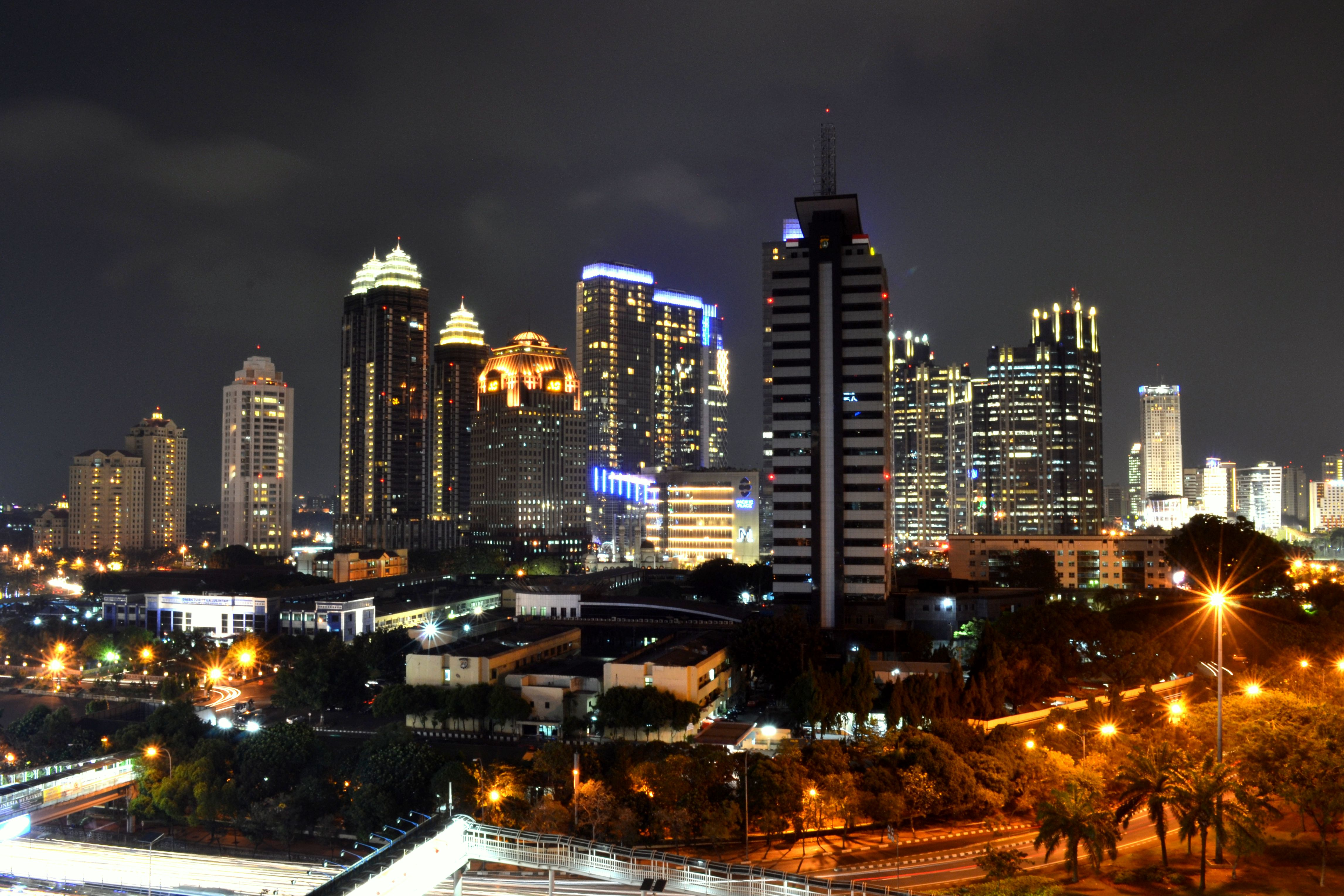
Modernes Jakarta

Laut einer Studie aus dem Jahr 2014 erwirtschafte der Großraum Jakarta ein Bruttoinlandsprodukt von 321 Milliarden US-Dollar (KKB). In der Rangliste der wirtschaftsstärksten Metropolregionen weltweit belegte sie damit den 30. Platz.

### Wirtschaft und Umwelt

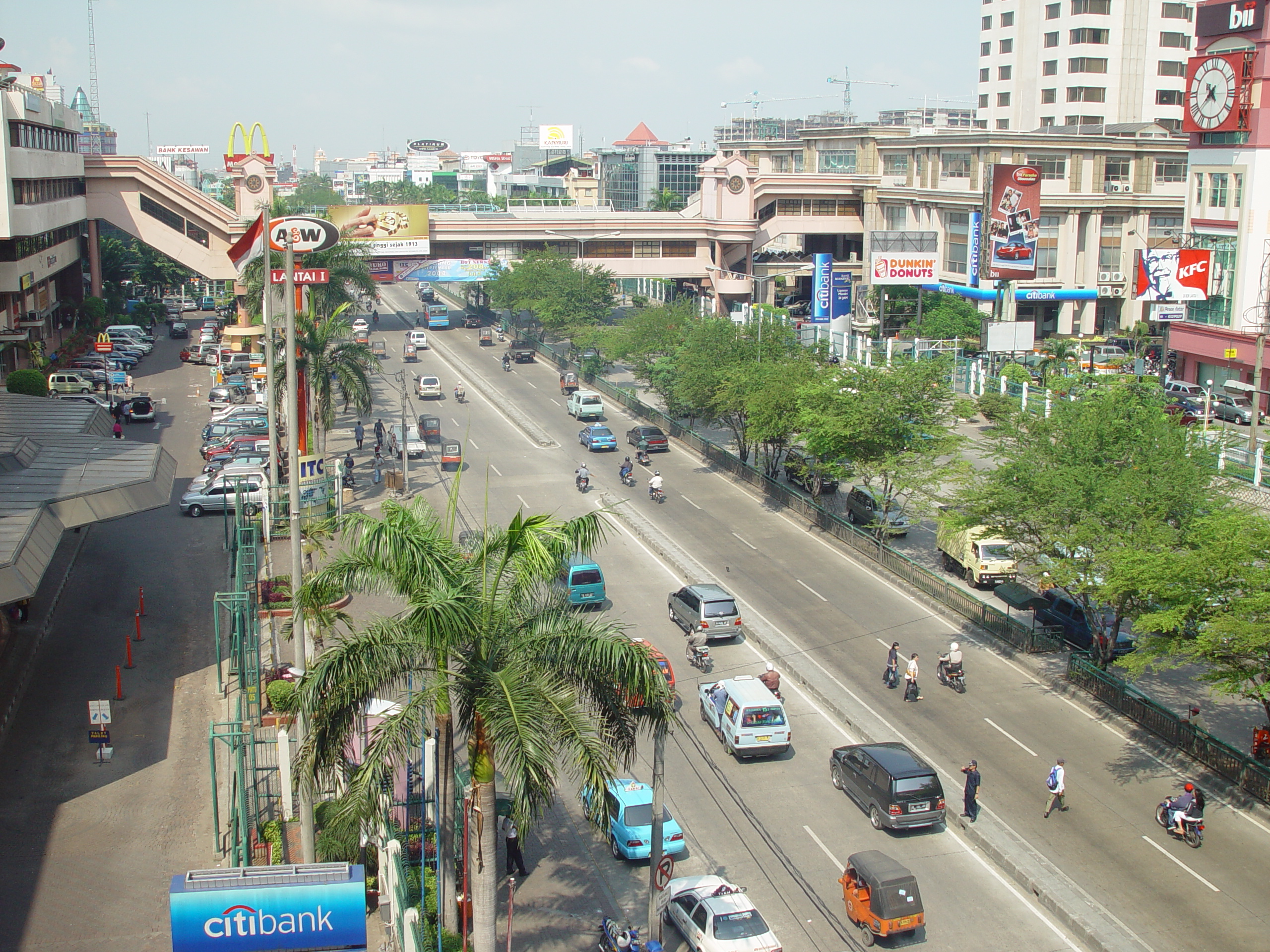
Geschäftsstraße

Wichtigste Sektoren der Wirtschaft Jakartas sind die Nahrungsmittel- und Getränkeindustrie, Textil- und Lederindustrie sowie die Tabakverarbeitung. Zunehmend gewinnen arbeitsintensive, exportorientierte Industrien wie Textil-, Spielzeug- und Schuhherstellung an Bedeutung.
Typisch für diese Sektoren sind die rein privatwirtschaftlichen, oft auch multinationalen Unternehmen, während in der Zement- und Düngemittelindustrie, der Petrochemie und der Metallurgie größtenteils Staatsbetriebe oder Joint Ventures mit Staatsbeteiligung vorherrschen. Eine Öffnung weg von den vielfach unrentabel arbeitenden Staatsbetrieben und zu mehr Deregulierung und Privatisierung zeichnet sich ab.
Jakarta ist auch das Bankenzentrum des Landes. Die Indonesia Stock Exchange genauso wie die größten Banken (Bank KB Bukopin, Bank Central Asia, Bank Internasional Indonesia, Bank Mandiri und Bank Rakyat Indonesia) haben hier ihren Sitz.
Insgesamt ist die wirtschaftliche Entwicklung Jakartas seit 1967 positiv verlaufen. Bei allen Negativerscheinungen wie städtischer Armut, Arbeitslosigkeit, unzureichender Infrastruktur und Umweltverschmutzung ist es gelungen, den Lebensstandard der Bevölkerung zu heben. 1997 bis 2000 wurde Jakartas Wirtschaft von der innenpolitischen und weltwirtschaftlichen Krise stark beeinträchtigt. Fabrikschließungen waren an der Tagesordnung, die Arbeitslosigkeit stieg enorm an und die Exporterlöse nahmen stark ab. Erst seit 2001 ist das Bruttoinlandsprodukt (BIP) wieder angestiegen.
In der Industrie, die sich in der Metropolregion Jakarta konzentriert, bestehen nur unzureichende Entsorgungs- und Reinigungskapazitäten für Abwasser, Abgas und Abfälle. Zu den Infektionserkrankungen wie Cholera, Durchfall und Typhus, die durch unzureichende hygienische Bedingungen verbreitet werden, kommen so Atemwegs- und Hauterkrankungen aufgrund der giftigen Emissionen der zahlreichen Industriebetriebe und des Autoverkehrs. Besondere Probleme ergeben sich aus der oft direkten Nachbarschaft ärmerer Wohngebiete und der Industrie. Die Bevölkerung kann nicht ausreichend mit sauberem Trinkwasser versorgt werden. Von den ungeklärten Industrie-Abwässern der Hauptstadt sind im Mündungsgebiet des Flusses Citarum direkt 500.000 Menschen und indirekt rund 5 Millionen Menschen betroffen. Wasser und Boden sind mit sehr hohen Anteilen von Blei, Cadmium, Chrom und Pestiziden verseucht, so dass das Blacksmith Institute den Fluss 2013 in seine Liste der „Top 10 der am stärksten verseuchten Orte der Welt“ aufgenommen hat. Seitdem versucht die indonesische Regierung mit Hilfe von Kreditmitteln der asiatischen Entwicklungsbank, Abhilfe zu schaffen.
In einer Rangliste der Städte nach ihrer Lebensqualität belegte Jakarta im Jahre 2018 den 142. Platz unter 231 untersuchten Städten weltweit.

### Verkehr

#### Fernverkehr

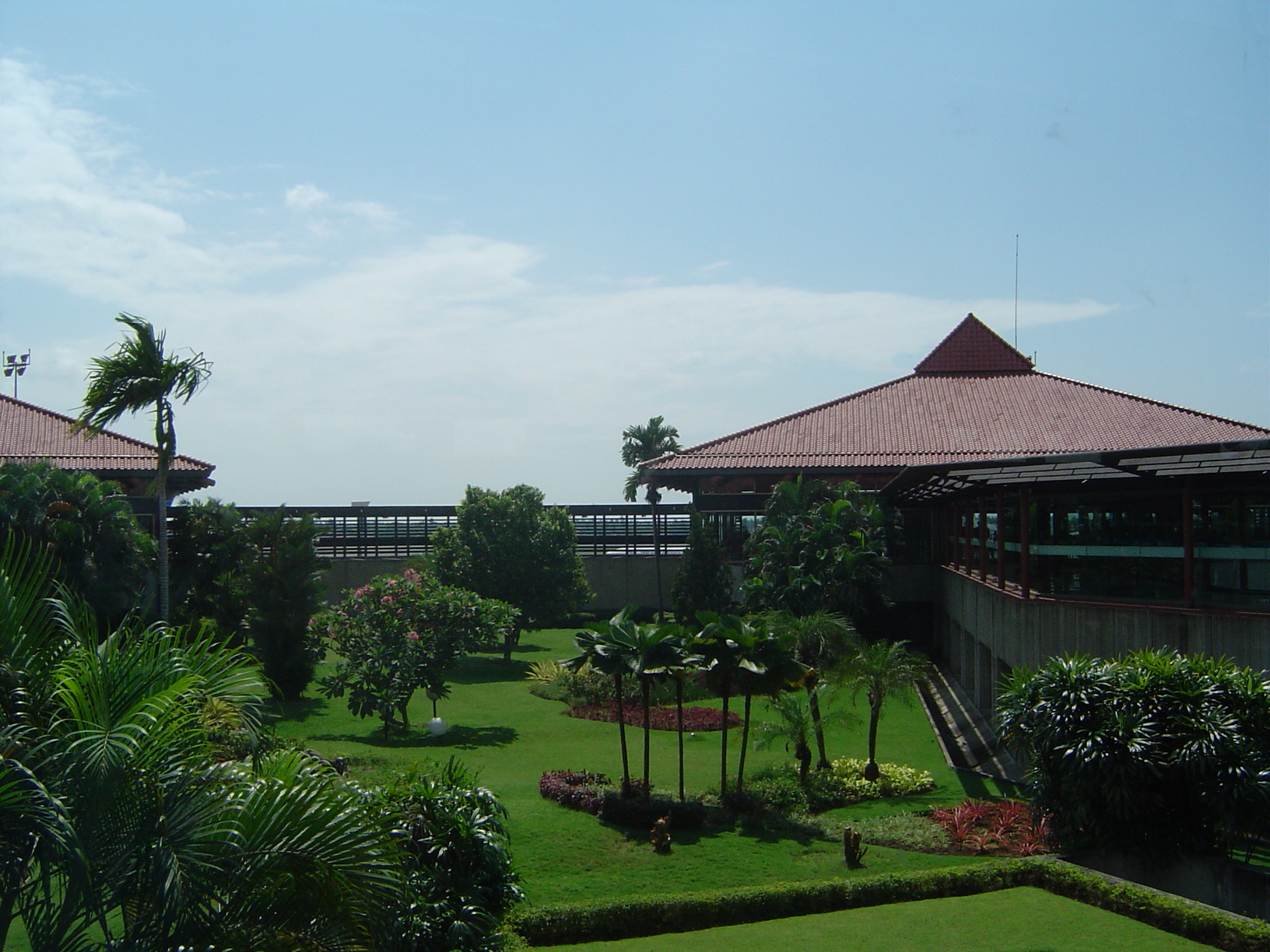
Flughafen von Jakarta

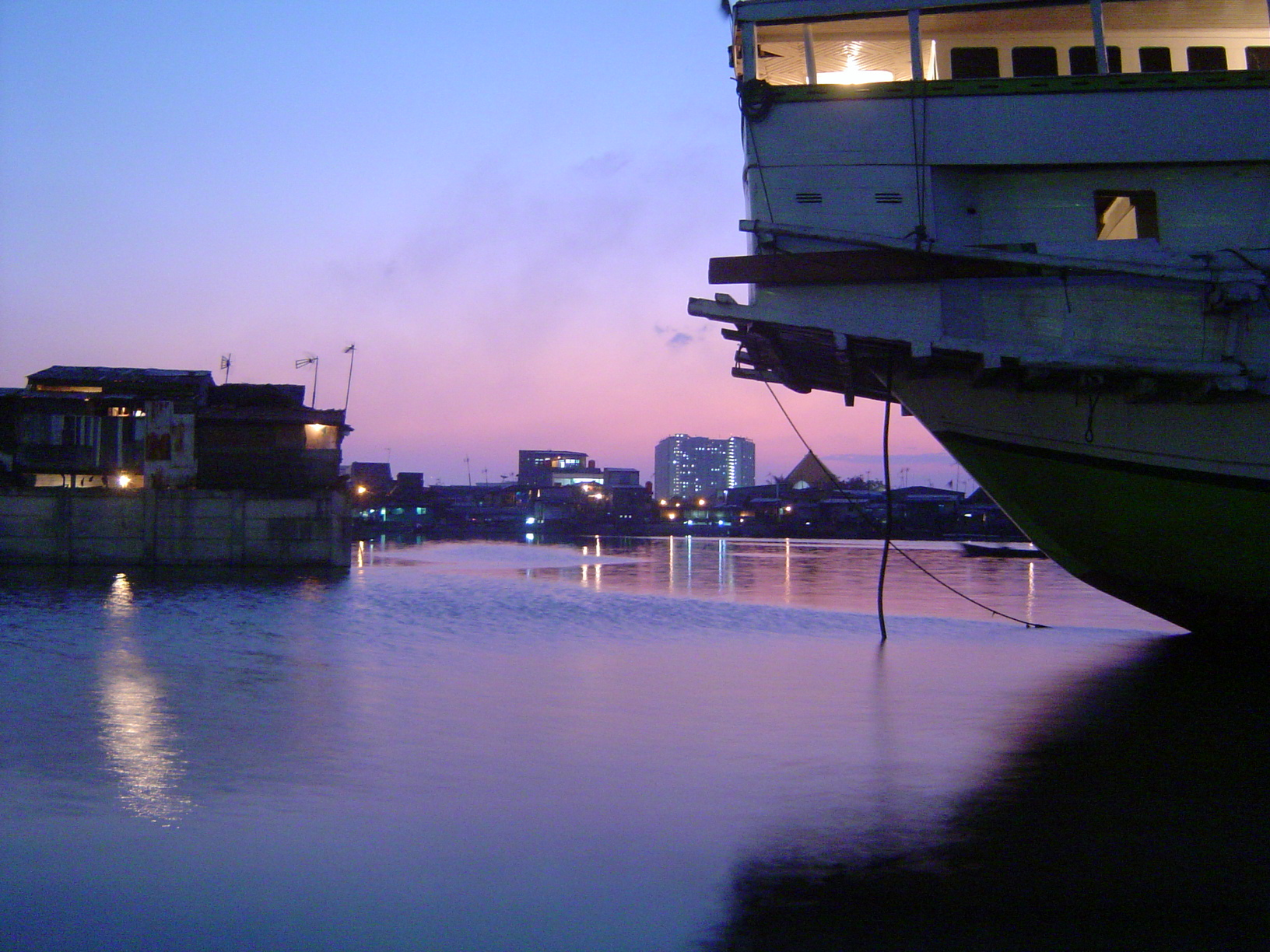
Der alte Hafen

Jakarta ist ein wichtiger Verkehrsknotenpunkt mit Flug- und Eisenbahnlinien, Hafen, Autobahnen sowie Überland-Busterminals. Auf dem internationalen Flughafen Soekarno-Hatta in Cengkareng, 23 Kilometer westlich von Jakarta, werden alle internationalen und nationalen Flüge abgefertigt. Er ist vom Zentrum Jakartas über eine Schnellstraße zu erreichen.
Das im Ballungsraum Jakarta (Region Jabodetabek – Jakarta, Bogor, Tangeran und Bekasi) vorhandene Regionalbahnnetz besteht aus mehreren Linien mit circa 125 Kilometer Gesamtlänge. Die von den Nah- und Fernverkehrszügen genutzten Streckenabschnitte sind teilweise elektrifiziert.
Die Züge sind in der Hauptverkehrszeit oft stark überbesetzt, wenn die erforderliche Fahrzeugkapazität aufgrund von Ausfällen nicht durch den Betreiber ausgeglichen werden kann. Tragische Unfälle sind keine Seltenheit. Vom Kota- oder Gambir-Bahnhof in Jakarta gibt es Zugverbindungen nach Zentral- und Ostjava.
Jakarta hat mehrere Seehäfen, unter anderem den auch touristisch interessanten Alten Hafen namens Sunda Kelapa, in dem hölzerne Frachter aus dem gesamten Archipel ihre Waren umschlagen, und den modernen Hafen Tanjung Priok, in dem die Pelni-Schiffe Passagier- und RoRo-Verbindungen zu den wichtigsten Seehäfen Indonesiens herstellen. Daneben gibt es westlich von Kelapa Sunda noch einen größeren Fischereihafen.

#### Nahverkehr
Die Straßen in Jakarta sind in teilweise schlechtem Zustand. In der Stadt existierte abgesehen von dem Regionalbahnnetz der KAI Commuter Jabodetabek, einer Tochtergesellschaft der staatlichen Indonesischen Eisenbahn (die S-Bahn Jakarta), lange kein leistungsfähiges schienengebundenes Verkehrssystem mit hoher Kapazität, welches die Straßen entlasten könnte.
Seit Ende 2013 ist nun eine 24 km lange U-Bahn-Linie in Bau, die MRT Jakarta, deren erstes Teilstück am 24. März 2019 in Betrieb ging. Eine weitere U-Bahn-Linie mit Fertigstellungshorizont zwischen 2024 und 2027 befindet sich im Planungsstadium.
Der öffentliche Nahverkehr wird größtenteils von dieselgetriebenen Omnibussen bewältigt, die sich die Fahrspuren mit dem Individualverkehr teilen. Die kleineren Busse lassen ihre Fahrgäste an Fahrbahnrändern oder auch in der Mitte der Fahrbahn ein- und aussteigen.

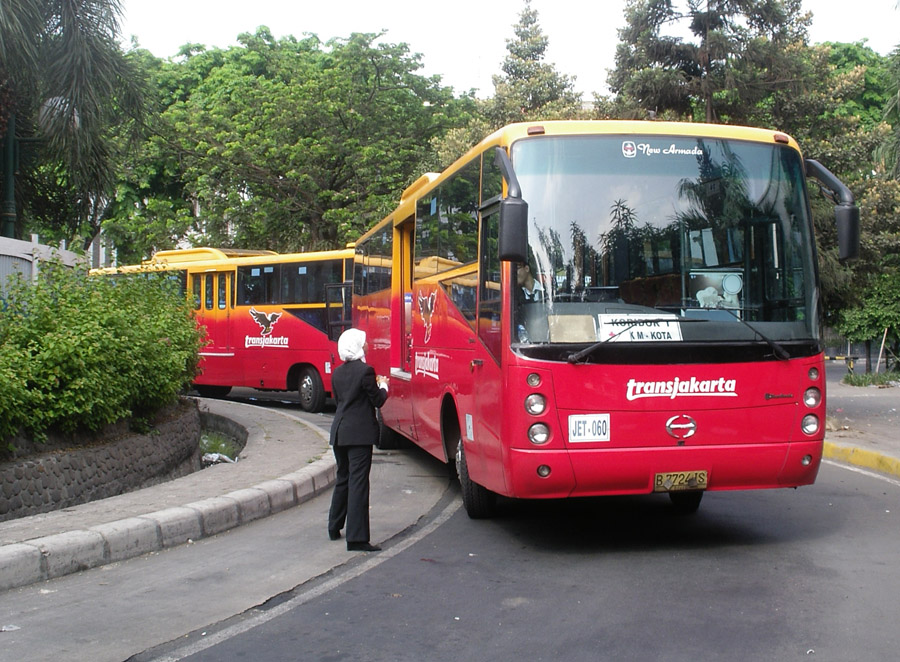
TransJakarta-Busse an der Wendestelle am Bahnhof Jakarta Kota

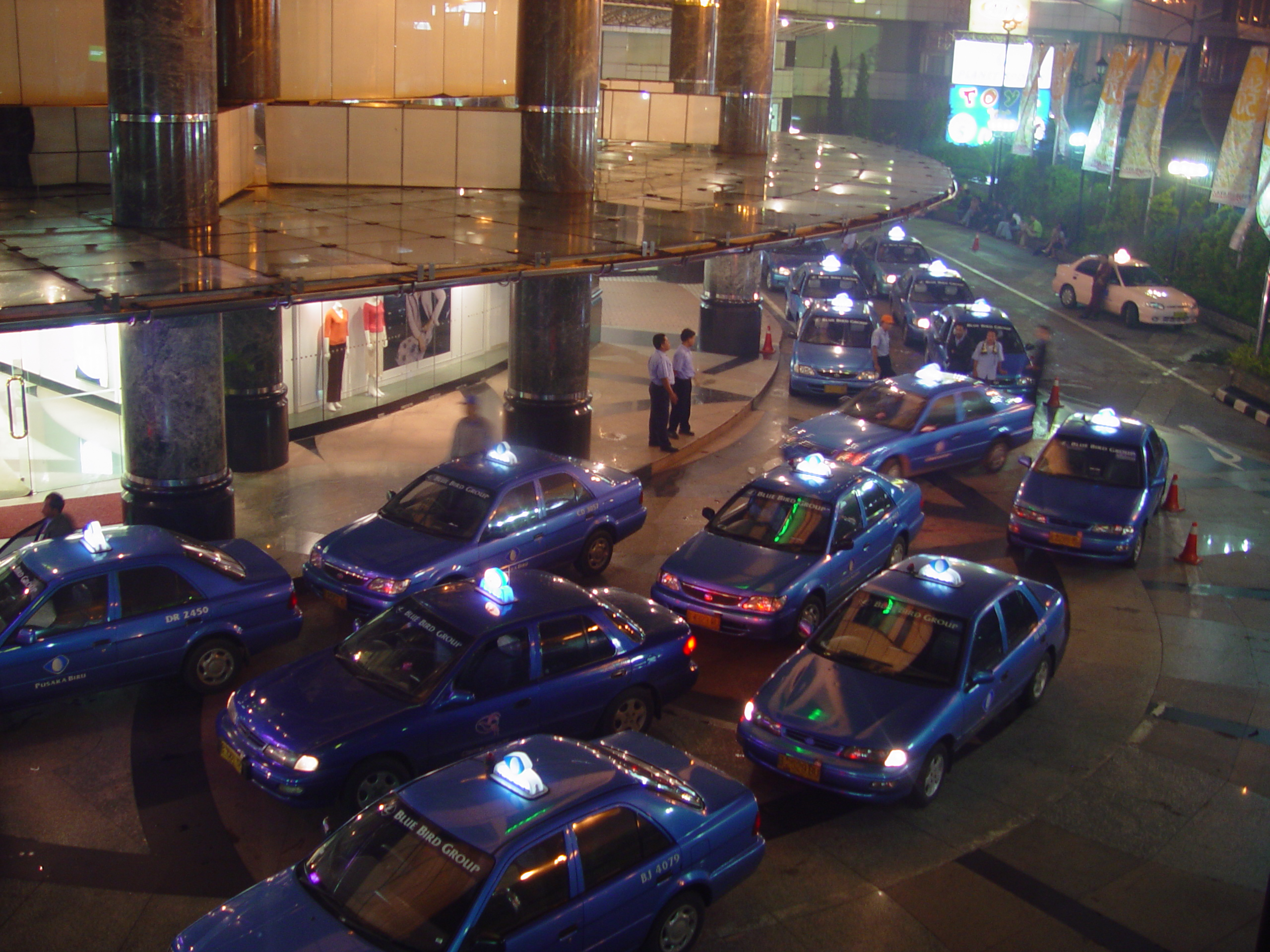
Taxis

Ende des Jahres 2004 wurde zusätzlich als separates Bussystem der TransJakarta mit bisher sieben zentralen Linien eingeführt. Für dieses „Metrobus“-System wurde (außer in Kreuzungsbereichen) jeweils eine Fahrspur baulich abgetrennt; ferner wurden feste Haltestationen eingerichtet. Die klimatisierten Busse sind so konzipiert, dass Ein- und Ausstiege nur an den vorgesehenen Haltestellen möglich sind. Die Einstiege befinden sich in gut einem Meter Höhe.
Durch die starke Belastung der Straßen mit Autos und Mopeds kommt es zum täglichen Stau, der nicht nur die Fortbewegung erschwert und zu erhöhter Luftverschmutzung durch Abgase führt, sondern auch andere Probleme verschärft: So kann in der Hauptstadt der Müll schon deshalb nicht effizient entsorgt werden, weil die Müllfahrzeuge die meiste Zeit im Stau stehen.
In der Vergangenheit verfügte Jakarta über ein Straßenbahnnetz, welches auf eine Pferdestraßenbahn von 1869 zurückging und dessen Betrieb 1962 eingestellt wurde. Ab 1881 verkehrten Dampfstraßenbahnen und ab 1899 erfolgte eine Elektrifizierung.
Eine weitere Möglichkeit zur Fortbewegung ist die Nutzung der zahlreich vorhandenen Taxis.
Gehwege fehlen beziehungsweise sind in einem sehr schlechten Zustand. Fußgängerüberwege sind so gut wie nicht vorhanden. Die vorhandenen Fußgängerbrücken sind beliebte Treffpunkte von Bettlern, Kleinhändlern und Taschendieben.

### Medien

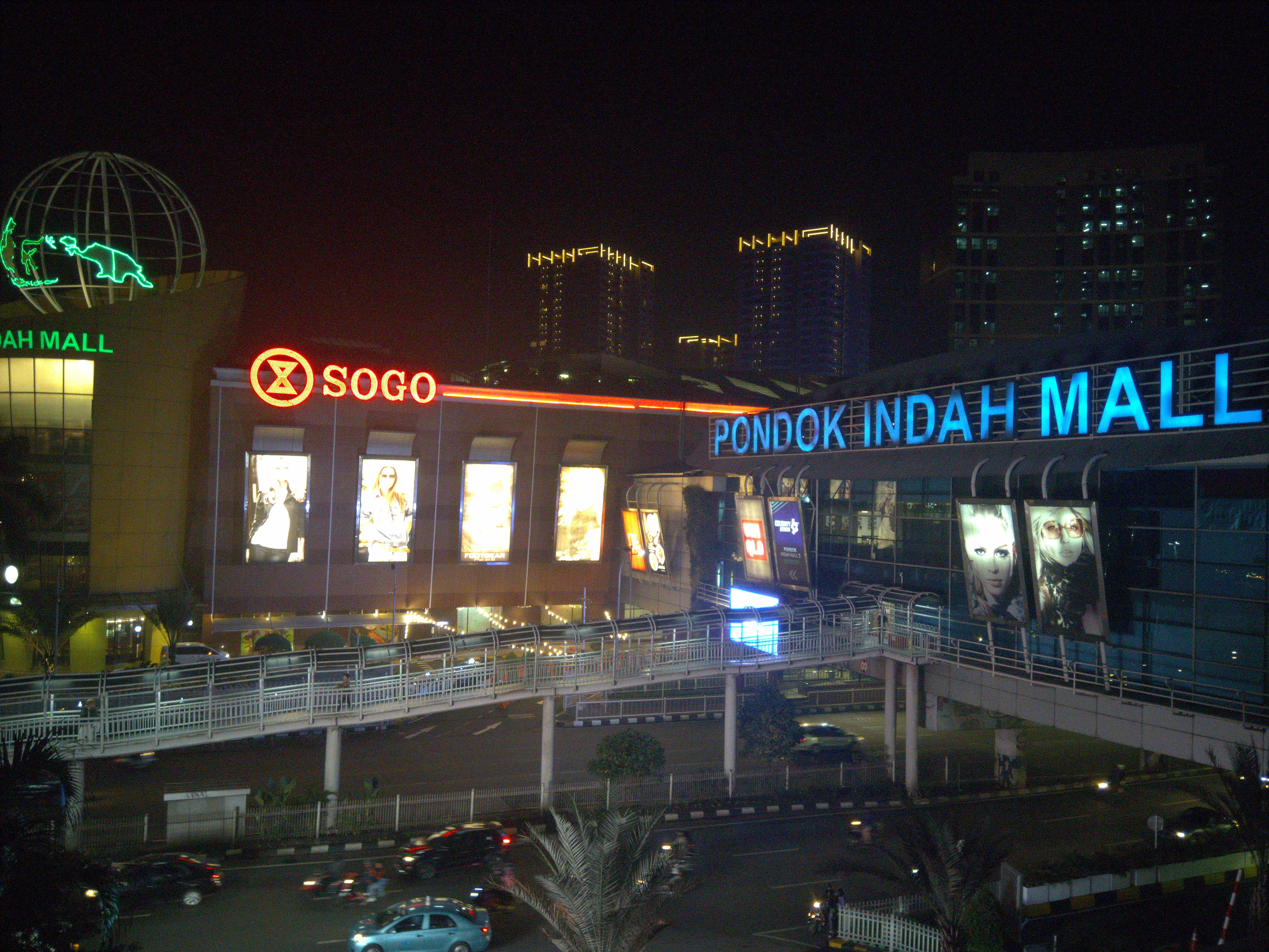
Mal Pondok Indah in Süd-Jakarta

Die indonesische Hauptstadt ist Hauptsitz der Nachrichtenagentur Antara News. Die Gründung erfolgte am 13. Dezember 1937. Im Jahre 1962 wurde Antara offizielle Nachrichtenagentur von Indonesien. Jakarta ist auch Sitz der in englischer Sprache erscheinenden Tageszeitung The Jakarta Post, die am 25. April 1983 erstmals erschienen ist.
Bedeutende Tageszeitungen in indonesischer Sprache (Bahasa Indonesia) sind die in Jakarta erscheinenden „Hidayatulla“, „Jawa Pos“, „Kompas“, „Media Indonesia“, „Republika“ und „Suara Pembaruan“. Das Nachrichtenmagazin „Tempo“ wird in Englisch, Indonesisch und Japanisch veröffentlicht. Wichtige Wirtschaftszeitungen sind „Bisnis Indonesia“, „Kontan“ und „Surat Kabar“. Letztere erscheint in Englisch und Indonesisch. Die größte Sportzeitung der Hauptstadt ist „Bola“. Sie wird in indonesischer Sprache herausgegeben.

### Bildung

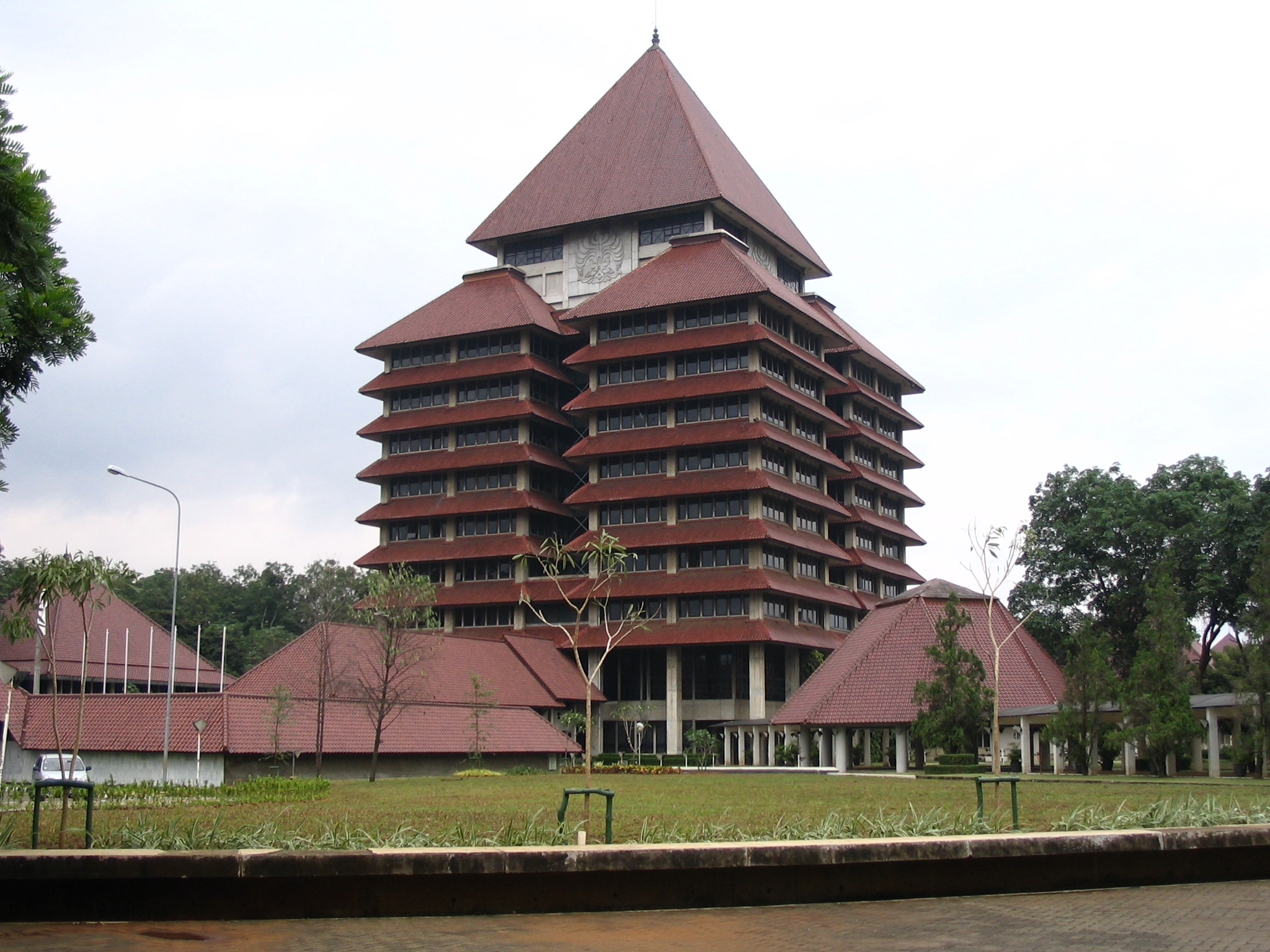
Rektoratsgebäude der Universität Indonesia

Jakarta ist Sitz der folgenden Universitäten: Universität Indonesia, Universitas Negeri Jakarta, Universitas Trisakti, Universitas Atma Jaya, Universitas Pancasila, Universitas Bina Nusantara, Universitas Kristen Krida Wacana, Universitas Tarumanagara, Universitas 17 Agustus, Universitas Bung Karno, Universitas Mercu Buana, Universitas Gunadarma, Universitas Pelita Harapan, Universitas Jayabaya, Universitas Pembangunan Nasional, President University, Universitas Muhammadiyah, Universitas Indonusa Esa Unggul, Universitas Mercu Buana, Universitas Yarsi, Universitas Kristen Indonesia und Indonesia Banking School.
Die Universitas Indonesia ist eine staatliche Universität. Sie wurde am 2. Februar 1950 eröffnet. Im Semester 2005/2006 waren 11.011 Studenten aus zahlreichen Ländern immatrikuliert. Die Universität gliedert sich in folgende zwölf Fakultäten: Faculty of Medicine (FK), Faculty of Dentistry (FKG), Faculty of Mathematics and Natural Sciences (FMIPA), Faculty of Law (FH), Faculty of Psychology (FPsi), Faculty of Engineering (FT), Faculty of Economics (FE), Faculty of Public Health (FKM), Faculty of Social and Political Sciences (FISIP), Faculty of Humanities (FIB), Faculty of Computer Science (Fasilkom) und Faculty of Nursing (FIK).